# Tévéműsorok LMBT szereplőinek listája
Az alábbi lista az LMBT (meleg, leszbikus, biszexuális vagy transznemű) szerepet alakító közreműködőket is felvonultató televíziós műsorokat tartalmazza.

## Magyar gyártású tévéműsorok
| Cím                 | Tévécsatorna     | Év         | Szereplő neve         | Színész                   | Megjegyzés                                                                  |
| ------------------- | ---------------- | ---------- | --------------------- | ------------------------- | --------------------------------------------------------------------------- |
| Barátok közt        | RTL Klub         | 1998-      | Hoffer Mihály         | Halász Gábor              |                                                                             |
| Barátok közt        | RTL Klub         | 1998-      | Lutz Tamara           | Csipka Zsuzsa             |                                                                             |
| Barátok közt        | RTL Klub         | 1998-      | Vermes Tibor          | Albert Péter              |                                                                             |
| Barátok közt        | RTL Klub         | 1998-      | Nagy Tóbiás           | Józan László              |                                                                             |
| Barátok közt        | RTL Klub         | 1998-      | Kristóf               | Hajnal János              |                                                                             |
| Hacktion            | Magyar Televízió | 2011       | Gréta Ariel           | Gubik Ágnes Kosik Anita   |                                                                             |
| Hunyadi             | TV2              | 2024       | Radu                  | Katona Péter Dániel       |                                                                             |
| Hunyadi             | TV2              | 2024       | Ali                   | Barçin Hazar Çalis        |                                                                             |
| Kémeri              | Magyar Televízió | 1985       | Zaj Gusztáv           | Böröndi Tamás             | 5. epizód – Embercsempészek                                                 |
| Korhatáros szerelem | TV2              | 2017       | Norbi                 | Adorjáni Bálint           |                                                                             |
| Korhatáros szerelem | TV2              | 2017       | Patrik                | Száraz Dénes              |                                                                             |
| Linda               | Magyar Televízió | 1984       | Szecsődi József       | Balkay Géza               | 1. epizód – A szatír                                                        |
| Lúzer FC            | Viasat 3         | 2007       | Robi                  |                           | (Valóságshow)                                                               |
| A mi kis falunk     | RTL Klub         | 2018       | Ricsi                 | Baronits Gábor            | 3. évad 1. epizód – Nászút                                                  |
| Sofőrök             | Viasat 3         | 2007       | Tomika                |                           | (Valóságshow)                                                               |
| Szomszédok          | Magyar Televízió | 1987- 1999 | Oli, a fodrász        | Bajor Imre                | (Bár nem bizonyított a melegsége, sőt Vicával randevúzik, inkább csak álca) |
| A Tanár             | RTL Klub         | 2018       | Mezei Janó            | Miller Dávid              | 1 évad 7. epizód                                                            |
| A Tanár             | RTL Klub         | 2018       | Olivér, pultos        | Kékesi Gábor              | 1 évad 7. epizód                                                            |
| A Tanár             | RTL Klub         | 2018       | Zalán                 | Szabó Simon               | 1 évad 7. epizód                                                            |
| Társas játék        | HBO              | 2011       | Judit Dorka           | Balsai Móni Tornyi Ildikó |                                                                             |
| Való Világ 2        | RTL Klub         | 2003       | Zsolti Kismocsok Rita |                           | (Valóságshow)                                                               |
| Való Világ 8        | RTL II           | 2016       | Zsolti                |                           | (Valóságshow)                                                               |

## Magyarországon bemutatott tévéműsorok
| Ábécé szerinti tartalomjegyzék                                                                           |
| --- |
| A, Á B C Cs D Dz Dzs E, É F G Gy H I, Í J K L Ly M N Ny O, Ó Ö, Ő P Q R S Sz T Ty U, Ú Ü, Ű V W X Y Z Zs |

### 0–9
| Cím (Eredeti cím)                  | Tévécsatorna (Gyártó csatorna) | Év         | Szereplő neve | Színész      | Megjegyzés        |
| ---------------------------------- | ------------------------------ | ---------- | ------------- | ------------ | ----------------- |
| 24 (24)                            | M1, Cool (FOX)                 | 2001- 2005 | Mandy         | Mia Kirshner | Mandy biszexuális |
| A 3-test-probléma (3 Body Problem) | Netflix (Netflix)              | 2024-      | Reg           | Aidan Cheng  |                   |

### A, Á
| Cím (Eredeti cím)                                   | Tévécsatorna (Gyártó csatorna) | Év         | Szereplő neve                                            | Színész                                           | Megjegyzés                                                                                   |
| --------------------------------------------------- | ------------------------------ | ---------- | -------------------------------------------------------- | ------------------------------------------------- | -------------------------------------------------------------------------------------------- |
| Az Adlon hotel (Das Adlon – Eine Familiensaga)      | M1 (ZDF)                       | 2013       | Undine Adams                                             | Christiane Paul                                   |                                                                                              |
| Agatha Christie – Marple (Agatha Christie’s Marple) | Story4, TV4 (ITV, STV, UTV)    | 2004- 2013 | Adelaide Jefferson                                       | Tara Fitzgerald                                   | Holttest a könyvtárszobában – 1. évad 1. epizód.                                             |
| Agatha Christie – Marple (Agatha Christie’s Marple) | Story4, TV4 (ITV, STV, UTV)    | 2004- 2013 | Josie Turner                                             | Josie Turner                                      | Holttest a könyvtárszobában – 1. évad 1. epizód.                                             |
| Agatha Christie – Marple (Agatha Christie’s Marple) | Story4, TV4 (ITV, STV, UTV)    | 2004- 2013 | Amy Murgatroyd                                           | Claire Skinner                                    | Gyilkosság meghirdetve – 1. évad 4. epizód.                                                  |
| Agatha Christie – Marple (Agatha Christie’s Marple) | Story4, TV4 (ITV, STV, UTV)    | 2004- 2013 | Lizzie Hinchcliffe                                       | Frances Barber                                    | Gyilkosság meghirdetve – 1. évad 4. epizód.                                                  |
| Aki a virágot szereti (La casa de las flores)       | Netflix (Netflix)              | 2018- 2020 | Julián de la Mora                                        | Darío Yazbek Bernal                               |                                                                                              |
| Aki a virágot szereti (La casa de las flores)       | Netflix (Netflix)              | 2018- 2020 | Diego Olvera                                             | Juan Pablo Medina                                 |                                                                                              |
| Aki a virágot szereti (La casa de las flores)       | Netflix (Netflix)              | 2018- 2020 | María José Riquelme                                      | Paco León                                         | Paulina de la Mora volt (transzexuális) férje.                                               |
| Aki a virágot szereti (La casa de las flores)       | Netflix (Netflix)              | 2018- 2020 | Amanda Miguel / Jorge                                    | Ismael Rodríguez                                  | Transznemű előadók a „A Virágok Háza” nevű lokálban.                                         |
| Aki a virágot szereti (La casa de las flores)       | Netflix (Netflix)              | 2018- 2020 | Gloria Trevi / Gabriel Domínguez                         | Mariana Santos                                    | Transznemű előadók a „A Virágok Háza” nevű lokálban.                                         |
| Aki a virágot szereti (La casa de las flores)       | Netflix (Netflix)              | 2018- 2020 | Paulina ’Pau’ Rubio                                      | Pepe Marquez                                      | Transznemű előadók a „A Virágok Háza” nevű lokálban.                                         |
| Aki a virágot szereti (La casa de las flores)       | Netflix (Netflix)              | 2018- 2020 | Yuri / Mario                                             | Katia Balmori                                     | Transznemű előadók a „A Virágok Háza” nevű lokálban.                                         |
| Aki a virágot szereti (La casa de las flores)       | Netflix (Netflix)              | 2018- 2020 | Willy                                                    | Diego Escobar                                     | Diego vele akarja féltékennyé tenni Juliánt.                                                 |
| Aki a virágot szereti (La casa de las flores)       | Netflix (Netflix)              | 2018- 2020 | Raúl                                                     | Francisco Celhay                                  |                                                                                              |
| Aki a virágot szereti (La casa de las flores)       | Netflix (Netflix)              | 2018- 2020 | Oliver                                                   | Hugo Catalán                                      |                                                                                              |
| Aki a virágot szereti (La casa de las flores)       | Netflix (Netflix)              | 2018- 2020 | Eric                                                     | Gibrán Cantú                                      |                                                                                              |
| Aki a virágot szereti (La casa de las flores)       | Netflix (Netflix)              | 2018- 2020 | Rodolfo                                                  | Diego Cooper                                      |                                                                                              |
| Aki a virágot szereti (La casa de las flores)       | Netflix (Netflix)              | 2018- 2020 | Patricio ’Pato’ Lascurain                                | Christian Chávez                                  |                                                                                              |
| Aki a virágot szereti (La casa de las flores)       | Netflix (Netflix)              | 2018- 2020 | Agustín Corcuera                                         | Emilio Cuaik                                      |                                                                                              |
| Aki a virágot szereti (La casa de las flores)       | Netflix (Netflix)              | 2018- 2020 | Sandro                                                   | Valeria Vera                                      | transzexuális                                                                                |
| Aki a virágot szereti (La casa de las flores)       | Netflix (Netflix)              | 2018- 2020 | Henry                                                    | Pedro Sola                                        | 3. évad 7. epizód                                                                            |
| Alba harca (Alba)                                   | Netflix (Netflix)              | 2021       | Hugo Roig                                                | Jason Fernández                                   |                                                                                              |
| Ally McBeal                                         | Viasat 3 (FOX)                 | 1997- 2002 | Ling Woo                                                 | Lucy Liu                                          | Ling (Lucy Liu) és Ally (Calista Flockhart) csókja                                           |
| Alvó kutya (Schlafende Hunde)                       | Netflix (Netflix)              | 2023-      | Mussa Basher                                             | Ali Tavakol                                       | Idris és Mussa egy párt alkotnak, melyre a halálukkal kapcsolatos nyomozás során derül fény. |
| Alvó kutya (Schlafende Hunde)                       | Netflix (Netflix)              | 2023-      | Idris Kouri                                              | Nicolas Sidiropulos                               | Idris és Mussa egy párt alkotnak, melyre a halálukkal kapcsolatos nyomozás során derül fény. |
| Alvó kutya (Schlafende Hunde)                       | Netflix (Netflix)              | 2023-      | Britney Adebayo                                          | Melodie Simina                                    |                                                                                              |
| Alvó kutya (Schlafende Hunde)                       | Netflix (Netflix)              | 2023-      | Maxine                                                   | Wassilissa List                                   |                                                                                              |
| Ami örökre megmarad (Le cose che restano)           | M2 (Rai 1)                     | 2010       | Andrea                                                   | Claudio Santamaria                                |                                                                                              |
| Ami örökre megmarad (Le cose che restano)           | M2 (Rai 1)                     | 2010       | Michel                                                   | Thierry Neuvic                                    |                                                                                              |
| Amynek ítélve (Judging Amy)                         | Hallmark, TV2 (CBS)            | 1999- 2005 | Justin Hopkins                                           | Michael B. Silver                                 | Kis lépések – 1. évad 9. epizód                                                              |
| Amynek ítélve (Judging Amy)                         | Hallmark, TV2 (CBS)            | 1999- 2005 | Alistair McNeil bíró                                     | Michael Murphy                                    | Ütköző kultúrák – 1. évad 15. epizód                                                         |
| Amynek ítélve (Judging Amy)                         | Hallmark, TV2 (CBS)            | 1999- 2005 | Eric Black                                               | Blake Bashoff                                     |                                                                                              |
| Amynek ítélve (Judging Amy)                         | Hallmark, TV2 (CBS)            | 1999- 2005 | Mark Thurber                                             | Patrick Flueger                                   | Ericnek ítélve – 4. évad 17. epizód                                                          |
| Angolkák (Little Britain)                           | Cool (BBC)                     | 2003- 2006 | Daffyd Florence Rose Eddie (Emily) Howard Sebastian Love | Matt Lucas David Walliams                         |                                                                                              |
| Angyalok Amerikában (Angels in America)             | HBO                            | 2003       | Prior Walter Louis Ironson Joe Pitt Roy Cohn             | Justin Kirk Ben Shenkman Patrick Wilson Al Pacino |                                                                                              |
| Az aranykor (The Gilded Age)                        | HBO Max (HBO)                  | 2022-      | Oscar Van Rhijn                                          | Blake Ritson                                      |                                                                                              |
| Az aranykor (The Gilded Age)                        | HBO Max (HBO)                  | 2022-      | John Adams                                               | Claybourne Elder                                  |                                                                                              |
| Az Atlanti-óceánon túl (Transatlantic)              | Netflix (Netflix)              | 2023       | Varian Fry                                               | Cory Michael Smith                                |                                                                                              |
| Az Atlanti-óceánon túl (Transatlantic)              | Netflix (Netflix)              | 2023       | Thomas Lovegrove                                         | Amit Rahav                                        |                                                                                              |

### B
| Cím (Eredeti cím)                                        | Tévécsatorna (Gyártó csatorna)       | Év         | Szereplő neve                        | Színész                                  | Megjegyzés |
| -------------------------------------------------------- | ------------------------------------ | ---------- | ------------------------------------ | ---------------------------------------- | --- |
| Békét bíró Békétlen békítő (Fairly Legal)                | Universal Channel, TV2 (USA Network) | 2011-      | Douglas Pease                        | Patrick Gilmore                          | Új kezdet – 1. évad 1. epizód                                                                                    |
| Békét bíró Békétlen békítő (Fairly Legal)                | Universal Channel, TV2 (USA Network) | 2011-      | Rachel                               | Lindy Booth                              | Végjáték – 2. évad 13. epizód                                                                                    |
| Békét bíró Békétlen békítő (Fairly Legal)                | Universal Channel, TV2 (USA Network) | 2011-      | Nora                                 | Linnea Sharples                          | Végjáték – 2. évad 13. epizód                                                                                    |
| Beverly Hills 90210 (Beverly Hills, 90210)               | VIVA (FOX)                           | 1990- 2000 | Kyle Conners                         | David Lascher                            | Nyári vihar – 2. évad 3. epizód                                                                                  |
| Borgiák (The Borgias)                                    | HBO, M1 (CTV, Showtime)              | 2011- 2013 | Micheletto                           | Sean Harris                              | |
| Borgiák (The Borgias)                                    | HBO, M1 (CTV, Showtime)              | 2011- 2013 | Augustino                            | Darwin Shaw                              | |
| Borgiák (The Borgias)                                    | HBO, M1 (CTV, Showtime)              | 2011- 2013 | Pascal                               | Charlie Carrick                          | |
| Bostoni halottkémek (Crossing Jordan)                    | TV2 (NBC)                            | 2001- 2007 | Denny Logan/Denise                   | Vince Grant                              | 1. évad 6. epizód                                                                                                |
| Bostoni halottkémek (Crossing Jordan)                    | TV2 (NBC)                            | 2001- 2007 | Craig Heeley                         | David Burtka                             | Emlékmás – 5. évad 6. epizód                                                                                     |
| Bostoni halottkémek (Crossing Jordan)                    | TV2 (NBC)                            | 2001- 2007 | fiatal Craig Heeley                  | Devin Keaton                             | Emlékmás – 5. évad 6. epizód                                                                                     |
| Bostoni halottkémek (Crossing Jordan)                    | TV2 (NBC)                            | 2001- 2007 | Laura Bennett                        | Mageina Tovah                            | 5. évad 9. epizód                                                                                                |
| Bostoni halottkémek (Crossing Jordan)                    | TV2 (NBC)                            | 2001- 2007 | Quentin Baker                        | Paul Wesley                              | Vékony jégen – 5. évad 18. epizód                                                                                |
| Bostoni halottkémek (Crossing Jordan)                    | TV2 (NBC)                            | 2001- 2007 | Marissa Owens                        | Carla Gallo                              | Kegyvesztettség – 6. évad 10. epizód                                                                             |
| A boszorkányok elveszett könyve (A Discovery of Witches) | HBO Go (HBO Go)                      | 2018-      | Emily Mather                         | Valarie Pettiford                        | |
| A boszorkányok elveszett könyve (A Discovery of Witches) | HBO Go (HBO Go)                      | 2018-      | Sarah Bishop                         | Alex Kingston                            | |
| Bosszú (Revenge)                                         | M1 (ABC)                             | 2011-      | Nolan Ross                           | Gabriel Mann                             | |
| Bosszú (Revenge)                                         | M1 (ABC)                             | 2011-      | Tyler Barrol                         | Ashton Holmes                            | |
| Bosszú (Revenge)                                         | M1 (ABC)                             | 2011-      | Marco Romero                         | E.J. Bonilla                             | |
| Bosszú (Revenge)                                         | M1 (ABC)                             | 2011-      | Patrick Osbourne                     | Justin Hartley                           | |
| Bosszú (Revenge)                                         | M1 (ABC)                             | 2011-      | Ben Greevey                          | Matt Riedy                               | Titkolózás – 2. évad 8. epizód                                                                                   |
| Bosszú (Revenge)                                         | M1 (ABC)                             | 2011-      | Tony Hughes                          | Josh Pence                               | |
| Botrány (Scandal)                                        | Universal (ABC)                      | 2012-      | Cyrus Beene                          | Jeff Perry                               | |
| Botrány (Scandal)                                        | Universal (ABC)                      | 2012-      | James                                | Dan Bucatinsky                           | |
| Botrány (Scandal)                                        | Universal (ABC)                      | 2012-      | Daniel Douglas Langston              | Jack Coleman                             | |
| Botrány (Scandal)                                        | Universal (ABC)                      | 2012-      | Sulliven ’Sully’ St. James alezredes | Wes Brown                                | Keserédes titkok – 1. évad 1. epizód.                                                                            |
| A Bridgerton család (Bridgerton)                         | Netflix (Netflix)                    | 2020-      | Sir Henry Granville                  | Julian Ovenden                           | Az 1. évad 3-5. és 7-8. epizód.                                                                                  |
| A Bridgerton család (Bridgerton)                         | Netflix (Netflix)                    | 2020-      | Lord Wetherby                        | Ned Porteous                             | Az 1. évad 5. 7. és 8. epizód.                                                                                   |
| A Bridgerton család (Bridgerton)                         | Netflix (Netflix)                    | 2020-      | Paul Suarez                          | Lucas Aurelio                            | A 3. évad 6-8. epizód.                                                                                           |
| Brown atya (Father Brown)                                | BBC One (Duna TV)                    | 2013-      | Ruth Thundersby                      | Selina Griffiths                         | A harangok szava – 7. évad 2. epizód.                                                                            |
| Buffy, a vámpírok réme (Buffy the Vampire Slayer)        | ??? (WB, UPN)                        | 1997- 2003 | Willow Rosenberg Tara Maclay Kennedy | Alyson Hannigan Amber Benson Iyari Limon | Willow és Tara kapcsolata az első leszbikus kapcsolat, amelyet főműsoridőben sugárzott tv-sorozatban mutattak be |
| Bűvölet (Incantesimo)                                    | M1 (RAI)                             | 1998       | Aldo Benvenuti                       | Alessio Orano                            | |
| Bűvölet (Incantesimo)                                    | M1 (RAI)                             | 1998       | Luigi                                | Maximilian Nisi                          | |

### C
| Cím (Eredeti cím)                                           | Tévécsatorna (Gyártó csatorna) | Év         | Szereplő neve           | Színész                       | Megjegyzés |
| ----------------------------------------------------------- | ------------------------------ | ---------- | ----------------------- | ----------------------------- | --- |
| Cambridge-i kémek (Cambridge Spies)                         | M1 (BBC)                       | 2003       | Guy Burgess Julian Bell | Tom Hollander Patrick Kennedy | 4 részes angol minisorozat |
| Caprica                                                     | Viasat 6 (SyFy)                | 2009-      | Sam Adama               | Sasha Roiz                    | |
| A castamari szakácsnő (La cocinera de Castamar)             | Netflix (Netflix)              | 2021       | Alfredo                 | Jaime Zatarain                | |
| A castamari szakácsnő (La cocinera de Castamar)             | Netflix (Netflix)              | 2021       | Ignacio Montes          | Carlos Serrano-Clark          | |
| Castlevania – Démonkastély (Castlevania)                    | Netflix (Netflix)              | 2017- 2021 | Alucard                 | James Callis (csak hang)      | Taka és Sumi egy queer vámpírvadász páros, akik poliamor kapcsolatot kezdeményeznek Alucarddal, csak azért, hogy elfogják és megöljék. |
| Castlevania – Démonkastély (Castlevania)                    | Netflix (Netflix)              | 2017- 2021 | Taka                    | Toru Uchikado (csak hang)     | Taka és Sumi egy queer vámpírvadász páros, akik poliamor kapcsolatot kezdeményeznek Alucarddal, csak azért, hogy elfogják és megöljék. |
| Castlevania – Démonkastély (Castlevania)                    | Netflix (Netflix)              | 2017- 2021 | Sumi                    | Rila Fukushima (csak hang)    | Taka és Sumi egy queer vámpírvadász páros, akik poliamor kapcsolatot kezdeményeznek Alucarddal, csak azért, hogy elfogják és megöljék. |
| Castlevania – Démonkastély (Castlevania)                    | Netflix (Netflix)              | 2017- 2021 | Striga                  | Ivana Milicevic (csak hang)   | |
| Castlevania – Démonkastély (Castlevania)                    | Netflix (Netflix)              | 2017- 2021 | Morana                  | Yasmine Al Massri (csak hang) | |
| Castlevania – Démonkastély: Noktürn (Castlevania: Nocturne) | Netflix (Netflix)              | 2023-      | Olrox                   | Zahn McClarnon (csak hang)    | |
| Castlevania – Démonkastély: Noktürn (Castlevania: Nocturne) | Netflix (Netflix)              | 2023-      | Mizrak                  | Aaron Neil (csak hang)        | |
| Clara Sheller                                               | Hallmark (France 2)            | 2005-      | JP (Jean-Philippe)      | Frédéric Diefenthal           | Az 1. évadban. |
| Clara Sheller                                               | Hallmark (France 2)            | 2005-      | JP                      | Patrick Mille                 | A 2. évadban. |
| Clara Sheller                                               | Hallmark (France 2)            | 2005-      | Ben                     | Cyril Descours                | Az 1. évad 3 epizódjában. |
| Clara Sheller                                               | Hallmark (France 2)            | 2005-      | Jacques                 | Jérôme Kircher                | Az 1. évad 6. epizódban. |
| Carrie naplója The Carrie Diaries                           | Viasat 3 (CW)                  | 2013- 2014 | Walt Reynolds           | Brendan Dooling               | |
| Carrie naplója The Carrie Diaries                           | Viasat 3 (CW)                  | 2013- 2014 | Bennet Wilcox           | Jake Robinson                 | |
| Carrie naplója The Carrie Diaries                           | Viasat 3 (CW)                  | 2013- 2014 | Blake                   | Ian Quinlan                   | A 2. évad 4. epizódjában |
| Cathy – Bajban nagy! (The Big C)                            | Filmcafé (Showtime)            | 2010- 2013 | Lee Fallon              | Hugh Dancy                    | |
| A célszemély (Person of Interest)                           | Viasat 3, Viasat 6 (CBS)       | 2011- 2016 | Bradley Petrosian       | Erich Bergen                  | A gyerek – 1. évad 17. epizód |
| A célszemély (Person of Interest)                           | Viasat 3, Viasat 6 (CBS)       | 2011- 2016 | Dr. Madeleine Enright   | Sharon Leal                   | Kritikus – 2. évad 7. epizód. Made és Amy házasok.                                                                                     |
| A célszemély (Person of Interest)                           | Viasat 3, Viasat 6 (CBS)       | 2011- 2016 | Amy                     | Erica Leerhsen                | Kritikus – 2. évad 7. epizód. Made és Amy házasok.                                                                                     |
| A chateauvalloni polgárok (Châteauvallon)                   | M1, M3 (Antenne 2)             | 1985- 1985 | Artus Balestra          | Ugo Pagliai                   | 1 évad, 21 epizód |
| Columbo (Columbo)                                           | M1, TV2 (NBC)                  | 1971- 2003 | Gerald ’Gerry’ Winters  | Jack Laufer                   | 12. évad 2. epizód – Pillangó a sötétség árnyékában                                                                                    |
| Columbo (Columbo)                                           | M1, TV2 (NBC)                  | 1971- 2003 | Theodore ’Ted’ Malloy   | Mark Lonow                    | 12. évad 2. epizód – Pillangó a sötétség árnyékában                                                                                    |

### Cs
| Cím (Eredeti cím)                           | Tévécsatorna (Gyártó csatorna) | Év         | Szereplő neve | Színész              | Megjegyzés                                          |
| ------------------------------------------- | ------------------------------ | ---------- | ------------- | -------------------- | --------------------------------------------------- |
| Család csak egy van (Packed to the Rafters) | M1 (Channel Seven)             | 2008-      | Alan          | Angus King           | Az igazság pillanata – 3. évad 12. epizód.          |
| Család csak egy van (Packed to the Rafters) | M1 (Channel Seven)             | 2008-      | Jamie         | Neil Phipps          | Élni és élni hagyni – 3. évad 13. epizód.           |
| Csalfa szerelem (Inganno)                   | Netflix (Netflix)              | 2024       | Nico          | Francesco Del Gaudio |                                                     |
| Csalfa szerelem (Inganno)                   | Netflix (Netflix)              | 2024       | Stefano       | Emanuel Caserio      |                                                     |
| Csalfa szerelem (Inganno)                   | Netflix (Netflix)              | 2024       | Mattia        | Gabriele Stella      |                                                     |
| A császárné (The Empress)                   | Netflix (Netflix)              | 2022-      | Luzi          | Felix Nölle          |                                                     |
| A császárné (The Empress)                   | Netflix (Netflix)              | 2022-      | Vincent       | Ari Kurecki          | Nappal hol vannak a csillagok? – 2. évad 4. epizód. |
| Csengetett, Mylord? (You Rang, M'Lord?)     | M1, Duna TV, Cool (BBC)        | 1988- 1993 | Cissy Meldrum | Catherine Rabett     |                                                     |
| CSI – Miami helyszínelők (CSI – Miami)      | Viasat 3 (CBS)                 | 2002-      | Cameron Locke | Beau Cybulski        | Végsebesség – 10. évad 13. epizód.                  |
| Csont nélkül (The Finder)                   | RTL Klub (FOX)                 | 2012       | Jonni         | Wilson Cruz          | Az 1. évad két epizódjában.                         |

### D
| Cím (Eredeti cím)                               | Tévécsatorna (Gyártó csatorna)      | Év         | Szereplő neve                                   | Színész                                                        | Megjegyzés                                                 |
| ----------------------------------------------- | ----------------------------------- | ---------- | ----------------------------------------------- | -------------------------------------------------------------- | ---------------------------------------------------------- |
| Dawson és a haverok (Dawson’s Creek)            | TV2 (The WB)                        | 1998- 2003 | Jack McPhee Doug Witter Ethan Brody Tobey David | Kerr Smith Dylan Neal Adam Kauffman David Monahan Greg Rikaart |                                                            |
| A Degrassi gimi (Degrassi: The Next Generation) | Viasat 3 (CTV, The N)               | 2001- 2015 | Marco Del Rossi                                 | Adamo Ruggiero                                                 |                                                            |
| A Degrassi gimi (Degrassi: The Next Generation) | Viasat 3 (CTV, The N)               | 2001- 2015 | Dylan Michalchuk                                | John Bregar                                                    |                                                            |
| A Degrassi gimi (Degrassi: The Next Generation) | Viasat 3 (CTV, The N)               | 2001- 2015 | Tom                                             | Darryl Armstrong                                               | Ha minden összejön – 3. évad 19. epizód                    |
| Dekameron (The Decameron)                       | Netflix (Netflix)                   | 2024       | Panfilo                                         | Karan Gill                                                     |                                                            |
| Dekameron (The Decameron)                       | Netflix (Netflix)                   | 2024       | Andreoli, a hírvivő                             | Giampiero De Concilio                                          |                                                            |
| Dekameron (The Decameron)                       | Netflix (Netflix)                   | 2024       | Misia                                           | Saoirse-Monica Jackson                                         |                                                            |
| Dekameron (The Decameron)                       | Netflix (Netflix)                   | 2024       | Parmena                                         | Tazmyn-May Gebbett                                             |                                                            |
| Dezertőrvadászok (D.P.)                         | Netflix (Netflix)                   | 2021-      | Csang Szongmin (Jang Seong-min) / Nina          | Bae Na-ra                                                      | Vastaps – 2. évad 3. epizód                                |
| Diane védelmében (The Good Fight)               | HBO 3, HBO GO (CBS, CBS All Access) | 2017- 2022 | Maia Rindell                                    | Rose Leslie                                                    | Maia és Amy párkapcsolatban élnek.                         |
| Diane védelmében (The Good Fight)               | HBO 3, HBO GO (CBS, CBS All Access) | 2017- 2022 | Amy Breslin                                     | Heléne Yorke                                                   | Maia és Amy párkapcsolatban élnek.                         |
| Diane védelmében (The Good Fight)               | HBO 3, HBO GO (CBS, CBS All Access) | 2017- 2022 | Felix Staples                                   | John Cameron Mitchell                                          |                                                            |
| Diane védelmében (The Good Fight)               | HBO 3, HBO GO (CBS, CBS All Access) | 2017- 2022 | Damian                                          | Marco Palou                                                    | A közösségi média és az elégedetlenek – 1. évad 6. epizód. |
| Diane védelmében (The Good Fight)               | HBO 3, HBO GO (CBS, CBS All Access) | 2017- 2022 | Sidney Coulson                                  | Austin Durant                                                  | 429. nap – 2. évad 4. epizód.                              |
| Diane védelmében (The Good Fight)               | HBO 3, HBO GO (CBS, CBS All Access) | 2017- 2022 | Carine Minter                                   | Heather Lind                                                   | 450. nap – 2. évad 7. epizód.                              |
| Diane védelmében (The Good Fight)               | HBO 3, HBO GO (CBS, CBS All Access) | 2017- 2022 | Sadie Lipton                                    | Dana Aliya Levinson                                            | A csapat mindenkit megsért – 4. évad 6. epizód.            |
| Diane védelmében (The Good Fight)               | HBO 3, HBO GO (CBS, CBS All Access) | 2017- 2022 | Carmen Moyo                                     | Charmaine Bingwa                                               |                                                            |
| Diane védelmében (The Good Fight)               | HBO 3, HBO GO (CBS, CBS All Access) | 2017- 2022 | Mindy                                           | Lilli Stein                                                    | 6. évad 6. epizód                                          |
| Doktor Murphy (The Good Doctor)                 | RTL Klub (ABC)                      | 2017-      | Wade                                            | Bryce Johnson                                                  | A csökönyös beteg – 2. évad 5. epizód.                     |
| Doktor Murphy (The Good Doctor)                 | RTL Klub (ABC)                      | 2017-      | Spence                                          | Dan Bucatinsky                                                 | A csökönyös beteg – 2. évad 5. epizód.                     |
| Doktor Murphy (The Good Doctor)                 | RTL Klub (ABC)                      | 2017-      | Marta Cruz                                      | Lesley Boone                                                   | Földrengés – 3. évad 19. epizód.                           |
| Doktor Murphy (The Good Doctor)                 | RTL Klub (ABC)                      | 2017-      | Noreen Frank                                    | Kim Hawthorne                                                  | Földrengés – 3. évad 19. epizód.                           |
| Downton Abbey (Downton Abbey)                   | Story4 (ITV)                        | 2010- 2015 | Thomas Barrow                                   | Robert James-Collier                                           |                                                            |
| Downton Abbey (Downton Abbey)                   | Story4 (ITV)                        | 2010- 2015 | Crowborough hercege                             | Charlie Cox                                                    | 1. évad 1. epizód.                                         |
| Döglött akták (Cold Case)                       | RTL Klub (CBS)                      | 2003- 2010 | Bruce Davies ’62                                | Tom Costello                                                   | Végzetes tehetség – 5. évad 17. epizód                     |
| Döglött akták (Cold Case)                       | RTL Klub (CBS)                      | 2003- 2010 | Bruce Davies ’08                                | Michael Ensign                                                 | Végzetes tehetség – 5. évad 17. epizód                     |
| Döglött akták (Cold Case)                       | RTL Klub (CBS)                      | 2003- 2010 | a fiatal Cyrus Brill                            | Dustin McKamie                                                 | Az ígéret földjén – 6. évad 8. epizód.                     |
| Döglött akták (Cold Case)                       | RTL Klub (CBS)                      | 2003- 2010 | Cyrus Brill                                     | Brad Rowe                                                      | Az ígéret földjén – 6. évad 8. epizód.                     |
| Dr. Csont (Bones)                               | RTL Klub (FOX)                      | 2005-      | Tyler Neville                                   | Sam Jones III                                                  | Gyilkosság az intézetben – 3. évad 6. epizód.              |
| Dr. Csont (Bones)                               | RTL Klub (FOX)                      | 2005-      | James Perry                                     | Reggie Austin                                                  | Jószomszédi iszony – 5. évad 4. epizód.                    |
| Dr. Csont (Bones)                               | RTL Klub (FOX)                      | 2005-      | Nate Grunenfelder                               | Leonardo Nam                                                   | Jószomszédi iszony – 5. évad 4. epizód.                    |
| Drakula (Dracula)                               | Viasat 3 (NBC, Sky Living)          | 2013- 2014 | Lord Laurent                                    | Anthony Howell                                                 |                                                            |
| Drakula (Dracula)                               | Viasat 3 (NBC, Sky Living)          | 2013- 2014 | Daniel Davenport                                | Lewis Rainer                                                   |                                                            |
| Drakula (Dracula)                               | Viasat 3 (NBC, Sky Living)          | 2013- 2014 | Lucy Westenra                                   | Katie McGrath                                                  |                                                            |

### E, É
| Cím (Eredeti cím)                                                             | Tévécsatorna (Gyártó csatorna) | Év         | Szereplő neve                       | Színész                      | Megjegyzés |
| ----------------------------------------------------------------------------- | ------------------------------ | ---------- | ----------------------------------- | ---------------------------- | --- |
| Éber szemek Privát kopók (Private Eyes)                                       | RTL Klub, Cool TV (Global)     | 2016- 2021 | Gil Schmit                          | Thom Allison                 | Az ördög játszótere – 1. évad 4. epizód. |
| Éber szemek Privát kopók (Private Eyes)                                       | RTL Klub, Cool TV (Global)     | 2016- 2021 | Mark Steinman                       | Daren A. Herbert             | Csaknem tökéletes bűntény – 2. évad 12. epizód. William és Mark házastársak. |
| Éber szemek Privát kopók (Private Eyes)                                       | RTL Klub, Cool TV (Global)     | 2016- 2021 | William Hadley                      | Howard Hoover                | Csaknem tökéletes bűntény – 2. évad 12. epizód. William és Mark házastársak. |
| Édes, drága titkaink (Dirty Sexy Money)                                       | RTL Klub (ABC)                 | 2007       | Patrick Darling Carmelita           | William Baldwin Candis Cayne | Pat titkos kapcsolatot tart fenn Carmelitával, aki transzvesztita (vagyis azt játssza!). |
| Egy rém fura család (The New Normal)                                          | RTL Klub (NBC)                 | 2012- 2013 | David Sawyer                        | Justin Bartha                | Bryan és David jól szituált meleg pár, akik belevágnak a családalapításba. |
| Egy rém fura család (The New Normal)                                          | RTL Klub (NBC)                 | 2012- 2013 | Bryan Collins                       | Andrew Rannells              | Bryan és David jól szituált meleg pár, akik belevágnak a családalapításba. |
| Egy rém modern család (Modern Family)                                         | RTL+, C (ABC)                  | 2009- 2020 | Mitchell Pritchett                  | Jesse Tyler Ferguson         | |
| Egy rém modern család (Modern Family)                                         | RTL+, C (ABC)                  | 2009- 2020 | Cameron Tucker                      | Eric Stonestreet             | |
| Egy rém modern család (Modern Family)                                         | RTL+, C (ABC)                  | 2009- 2020 | Pepper Saltzman                     | Nathan Lane                  | |
| Egy rém modern család (Modern Family)                                         | RTL+, C (ABC)                  | 2009- 2020 | Ronaldo                             | Christian Barillas           | |
| Egyikünk hazudik (One of Us Is Lying)                                         | Netflix (Netflix)              | 2021- 2022 | Cooper Clay                         | Chibuikem Uche               | |
| Egyikünk hazudik (One of Us Is Lying)                                         | Netflix (Netflix)              | 2021- 2022 | Kris Greene                         | Karim Diane                  | |
| Egyikünk hazudik (One of Us Is Lying)                                         | Netflix (Netflix)              | 2021- 2022 | Janae Matthews                      | Jess McLeod                  | |
| Egyikünk hazudik (One of Us Is Lying)                                         | Netflix (Netflix)              | 2021- 2022 | Maeve Rojas                         | Melissa Collazo              | |
| Éjjeli ügynök (The Night Agent)                                               | Netflix (Netflix)              | 2023-      | Paulo                               | Greyston Holt                | |
| Elcserélt lányok (Switched at Birth)                                          | M1 (ABC Family)                | 2011-      | Angelo Sorrento                     | J.R. Cacia                   | Szarvasvadászat – 1. évad 7. epizód. |
| Az élet, amit akartál (La vita che volevi)                                    | Netflix (Netflix)              | 2024       | Gloria                              | Vittoria Schisano            | |
| Az élet, amit akartál (La vita che volevi)                                    | Netflix (Netflix)              | 2024       | Alessandro Priori / a fiatal Gloria | Francesco Pellegrino         | |
| Az élet, amit akartál (La vita che volevi)                                    | Netflix (Netflix)              | 2024       | Eva                                 | Bellarch                     | |
| Az élet, amit akartál (La vita che volevi)                                    | Netflix (Netflix)              | 2024       | Ernesto                             | Michele De Virgilio          | Titkos kapcsolatot tart fent Gloriával, mivel házas. |
| Ellen (Ellen)                                                                 | HBO (ABC)                      | 1994- 1998 | Ellen Morgan                        | Ellen DeGeneres              | 1997-ben Ellen egyszerre bújt elő a sorozatban és a való életben. |
| Elit (Élite)                                                                  | Netflix (Netflix)              | 2018- 2024 | Ander Muñoz                         | Arón Piper                   | |
| Elit (Élite)                                                                  | Netflix (Netflix)              | 2018- 2024 | Omar Shanaa                         | Omar Ayuso                   | |
| Elit (Élite)                                                                  | Netflix (Netflix)              | 2018- 2024 | Polo Benavent                       | Álvaro Rico                  | Szerelmi háromszögbe keveredik előbb Carlával és Christiannal (1 évad), majd Cayetanával és Valerióval (3. évad)                                                                               |
| Elit (Élite)                                                                  | Netflix (Netflix)              | 2018- 2024 | Begoña                              | Yaiza Guimaré                | Polo leszbikus szülei. |
| Elit (Élite)                                                                  | Netflix (Netflix)              | 2018- 2024 | Andrea                              | Liz Lobato                   | Polo leszbikus szülei. |
| Elit (Élite)                                                                  | Netflix (Netflix)              | 2018- 2024 | Valerio Montesinos                  | Jorge López                  | Cayetanával és Polóval alkot egy szerelmi hármast (3. évad). |
| Elit (Élite)                                                                  | Netflix (Netflix)              | 2018- 2024 | Malick                              | Leïti Sène                   | |
| Elit (Élite)                                                                  | Netflix (Netflix)              | 2018- 2024 | Rebeka Parrilla                     | Claudia Salas                | |
| Elit (Élite)                                                                  | Netflix (Netflix)              | 2018- 2024 | Mencía Blanco                       | Martina Cariddi              | |
| Elit (Élite)                                                                  | Netflix (Netflix)              | 2018- 2024 | Patrick Blanco                      | Manu Ríos                    | Előbb Omarral és Anderrel alakít ki poliamor kapcsolatot, majd Iván mellett találja meg a szerelmet, miközben – bonyolult kapcsolatuk elején – annak apjával, Crúzzal is viszonyt kezdeményez. |
| Elit (Élite)                                                                  | Netflix (Netflix)              | 2018- 2024 | Iván Carvalho                       | André Lamoglia               | Szoros – de kezdetben bonyolult – kapcsolat alakul ki közte és Patrick között, mivel a fiú húgához, Arihoz is vonzódik.                                                                        |
| Elit (Élite)                                                                  | Netflix (Netflix)              | 2018- 2024 | fiú a bulin                         | Julio Sanjuán                | 4. évad 8. epizód |
| Elit (Élite)                                                                  | Netflix (Netflix)              | 2018- 2024 | Cruz Carvalho                       | Carloto Cotta                | Iván apja, aki fia barátjával, Patrickkel folytat viszonyt. |
| Elit (Élite)                                                                  | Netflix (Netflix)              | 2018- 2024 | Jess                                | Isabel Garrido               | Rebe barátnője (5. évad). |
| Elit (Élite)                                                                  | Netflix (Netflix)              | 2018- 2024 | Nico                                | Ander Puig                   | A 6. évadban feltűnő Nico egy új diák a Las Encinasban, aki nemrég nemet váltott. Ő a sorozat első transz karaktere.                                                                           |
| Elit (Élite)                                                                  | Netflix (Netflix)              | 2018- 2024 | Joel                                | Fernando Líndez              | A 7. évadban Omar, majd Iván új szerelme, a 8. évadban viszont már egy újabb kapcsolatot alakít ki Héctorral.                                                                                  |
| Elit (Élite)                                                                  | Netflix (Netflix)              | 2018- 2024 | Héctor Krawietz                     | Nuno Gallego                 | A Las Encinas öregdiákok egyesületének vezetője, akinek figyelmét felkelti Joel. |
| Az elnöknő (Commander in Chief)                                               | Viasat 3 (ABC)                 | 2005- 2006 | Vince Taylor                        | Anthony Azizi                | |
| Elsbeth – New York védelmében (Elsbeth)                                       | Cool (CBS)                     | 2024-      | Teddy Tascioni                      | Ben Levi Ross                | A 2. évadban |
| Elsbeth – New York védelmében (Elsbeth)                                       | Cool (CBS)                     | 2024-      | Roy                                 | Hayward Leach                | A 2. évadban |
| Én és a Walter fiúk (My Life with the Walter Boys)                            | Netflix (Netflix)              | 2023-      | Nathan Walter                       | Corey Fogelmanis             | |
| Én és a Walter fiúk (My Life with the Walter Boys)                            | Netflix (Netflix)              | 2023-      | Skylar Summerhill                   | Jaylan Evans                 | |
| Én még sosem... (Never Have I Ever)                                           | Netflix (Netflix)              | 2020- 2023 | Fabiola Torres                      | Lee Rodriguez                | |
| Én még sosem... (Never Have I Ever)                                           | Netflix (Netflix)              | 2020- 2023 | Eve                                 | Christina Kartchner          | |
| Én még sosem... (Never Have I Ever)                                           | Netflix (Netflix)              | 2020- 2023 | Jonah                               | Dino Petrera                 | |
| Érintés (Touch)                                                               | RTL II (FOX)                   | 2012- 2013 | Thomas Becko                        | Sundra Oakley                | 1. évad 12. epizód. |
| Esküdt ellenségek – Bűnös szándék (Law & Order: Criminal Intent)              | Hallmark (NBC)                 | 1999-      | Roy Barnett                         | Beau Gravitte                | A 3. évad 18. epizódban. |
| Esküdt ellenségek – Különleges ügyosztály (Law & Order: Special Victims Unit) | Viasat 3, Viasat 6 (NBC)       | 1999-      | Nathan Duarte                       | Nathan Perez                 | A 4. évad 13. epizódban. |
| Esküdt ellenségek – Különleges ügyosztály (Law & Order: Special Victims Unit) | Viasat 3, Viasat 6 (NBC)       | 1999-      | Chris Hartford                      | James Joseph O’Neil          | A 4. évad 13. epizódban. |
| Esküdt ellenségek – Különleges ügyosztály (Law & Order: Special Victims Unit) | Viasat 3, Viasat 6 (NBC)       | 1999-      | Jose Ortega                         | A.B. Lugo                    | A 4. évad 13. epizódban. |
| Esküdt ellenségek – Különleges ügyosztály (Law & Order: Special Victims Unit) | Viasat 3, Viasat 6 (NBC)       | 1999-      | Paul Curtis                         | Corey Sorenson               | A 8. évad 17. epizódban. |
| Esküdt ellenségek – Különleges ügyosztály (Law & Order: Special Victims Unit) | Viasat 3, Viasat 6 (NBC)       | 1999-      | Charlie Baker                       | Ian Somerhalder              | Elnyomás – A 4. évad 20. epizódban. |
| Esküdt ellenségek – Különleges ügyosztály (Law & Order: Special Victims Unit) | Viasat 3, Viasat 6 (NBC)       | 1999-      | Charlie/Cheryl Avery                | Katherine Moennig            | Besorolás – A 4. évad 21. epizódban. Cheryl transzszexuális. |
| Esküdt ellenségek – Különleges ügyosztály (Law & Order: Special Victims Unit) | Viasat 3, Viasat 6 (NBC)       | 1999-      | Wesley Jansen                       | Mark-Paul Gosselaar          | Önfeláldozás – A 3. évad 7. epizódban. Wesley heteróként melegpornóban szerepel Peter Ivanhoe néven.                                                                                           |
| Esküdt ellenségek – Különleges ügyosztály (Law & Order: Special Victims Unit) | Viasat 3, Viasat 6 (NBC)       | 1999-      | Steve Nathan nyomozó                | Joseph Latimore              | Önfeláldozás – A 3. évad 7. epizódban. Wesley heteróként melegpornóban szerepel Peter Ivanhoe néven.                                                                                           |
| Esküdt ellenségek – Különleges ügyosztály (Law & Order: Special Victims Unit) | Viasat 3, Viasat 6 (NBC)       | 1999-      | Michael Sweeney atya                | Eric Stoltz                  | Hallgatás – A 3. évad 23. epizódban. |
| Esküdt ellenségek – Különleges ügyosztály (Law & Order: Special Victims Unit) | Viasat 3, Viasat 6 (NBC)       | 1999-      | Jamie Doyle                         | Jaret Martino                | Hallgatás – A 3. évad 23. epizódban. |
| Esküdt ellenségek – Különleges ügyosztály (Law & Order: Special Victims Unit) | Viasat 3, Viasat 6 (NBC)       | 1999-      | Gus Yoder                           | Kris Eivers                  | Hallgatás – A 3. évad 23. epizódban. |
| Esküdt ellenségek – Különleges ügyosztály (Law & Order: Special Victims Unit) | Viasat 3, Viasat 6 (NBC)       | 1999-      | Mallinson püspök                    | Patrick Collins              | Hallgatás – A 3. évad 23. epizódban. |
| Észlelés (Perception)                                                         | Universal Channel (TNT)        | 2012- 2015 | Dr. Julian Corvis                   | William Ragsdale             | A szerelem betege – 1. évad 6. epizód. |
| Észlelés (Perception)                                                         | Universal Channel (TNT)        | 2012- 2015 | Justin Reycraft                     | August Emerson               | A szerelem betege – 1. évad 6. epizód. |
| Észlelés (Perception)                                                         | Universal Channel (TNT)        | 2012- 2015 | Thomas Akers                        | J.R. Cacia                   | A szerelem betege – 1. évad 6. epizód. |
| Eufória (Euphoria)                                                            | HBO Max, HBO Go (HBO)          | 2019- 2022 | Rue Bennett                         | Zendaya                      | |
| Eufória (Euphoria)                                                            | HBO Max, HBO Go (HBO)          | 2019- 2022 | Jules Vaughn                        | Hunter Schafer               | Jules transznemű, aki egyáltalán nem érzi magát cisz lánynak. |
| Eufória (Euphoria)                                                            | HBO Max, HBO Go (HBO)          | 2019- 2022 | Cal Jacobs                          | Eric Dane                    | |
| Eufória (Euphoria)                                                            | HBO Max, HBO Go (HBO)          | 2019- 2022 | a 18 éves Cal                       | Elias Kacavas                | Elmélkedés nagyobb és kisebb szekálókról – 2. évad 3. epizód. |
| Eufória (Euphoria)                                                            | HBO Max, HBO Go (HBO)          | 2019- 2022 | Derek                               | Henry Eikenberry             | Elmélkedés nagyobb és kisebb szekálókról – 2. évad 3. epizód. Te, aki nem látsz, gondolj azokra, akik igen – 2. évad 4. epizód.                                                                |
| Eufória (Euphoria)                                                            | HBO Max, HBO Go (HBO)          | 2019- 2022 | fiú a motelből                      | Dan Garland                  | Apja fia – 1. évad 2. epizód. |
| Eufória (Euphoria)                                                            | HBO Max, HBO Go (HBO)          | 2019- 2022 | Minako                              | Sean Martini                 | Bonnie és Clyde – 1. évad 5. epizód. |
| Everwood (Everwood)                                                           | TV2 (WB)                       | 2002- 2006 | Carl Feeney                         | Dylan Walsh                  | Az 1. évad 14, 22 és 2. évad 17. epizódban. |
| Everwood (Everwood)                                                           | TV2 (WB)                       | 2002- 2006 | Kyle Hunter                         | Steven R. McQueen            | A 4. évadban. |
| EWS – Az új generáció (Rebelde)                                               | Netflix (Netflix)              | 2022       | Andi                                | Lizeth Selene                | |
| EWS – Az új generáció (Rebelde)                                               | Netflix (Netflix)              | 2022       | Emilia Alo                          | Giovanna Grigio              | |
| Ez bűn (It’s a Sin)                                                           | HBO Max (HBO Max)              | 2021       | Ritchie Tozer                       | Olly Alexander               | |
| Ez bűn (It’s a Sin)                                                           | HBO Max (HBO Max)              | 2021       | Ash Mukherjee                       | Nathaniel Curtis             | |
| Ez bűn (It’s a Sin)                                                           | HBO Max (HBO Max)              | 2021       | Roscoe Babatunde                    | Omari Douglas                | |
| Ez bűn (It’s a Sin)                                                           | HBO Max (HBO Max)              | 2021       | Colin Morris-Jones                  | Callum Scott Howells         | |
| Ez bűn (It’s a Sin)                                                           | HBO Max (HBO Max)              | 2021       | Gregory Finch                       | David Carlyle                | |
| Ez bűn (It’s a Sin)                                                           | HBO Max (HBO Max)              | 2021       | Henry Coltrane                      | Neil Patrick Harris          | 1. évad 1. epizód. |
| Ez bűn (It’s a Sin)                                                           | HBO Max (HBO Max)              | 2021       | Juan Pablo Barros                   | Tatsu Carvalho               | 1. évad 1. epizód. |
| Ez bűn (It’s a Sin)                                                           | HBO Max (HBO Max)              | 2021       | Maxwell                             | Michael Mather               | 1. évad 1-2. epizód. |
| Ez bűn (It’s a Sin)                                                           | HBO Max (HBO Max)              | 2021       | Donald Bassett                      | Nathaniel Hall               | 1. évad 3. epizód. |
| Ez bűn (It’s a Sin)                                                           | HBO Max (HBO Max)              | 2021       | Cassius Chukwu                      | Olisa Odele                  | 1. évad 3. epizód. |
| Ez bűn (It’s a Sin)                                                           | HBO Max (HBO Max)              | 2021       | Arthur Garrison                     | Stephen Fry                  | 1. évad 3-4. epizód. |
| Ez bűn (It’s a Sin)                                                           | HBO Max (HBO Max)              | 2021       | Ross McKenzie                       | Dan Linney                   | 1. évad 1. és 3. epizód. |
| Ez bűn (It’s a Sin)                                                           | HBO Max (HBO Max)              | 2021       | Paul Jukes                          | David Gregan-Jones           | 1. évad 4–5. epizód. |
| Ez bűn (It’s a Sin)                                                           | HBO Max (HBO Max)              | 2021       | Marcus                              | Richard Cant                 | 1. évad 1. és 5. epizód. |
| Ez így nem oké (I Am Not Okay with This)                                      | Netflix (Netflix)              | 2020       | Sydney Novak                        | Sophia Lillis                | Szexuálisan vonzódik legjobb barátnőjéhez, Dinához, bár szüzességét Stanley Barberrel, közeli barátjával veszti el.                                                                            |
| Ez így nem oké (I Am Not Okay with This)                                      | Netflix (Netflix)              | 2020       | Carl, a gondnok                     | David Bendena                | Újabb nap a paradicsomban – 1. évad 5. epizód. |

### F
| Cím (Eredeti cím)                     | Tévécsatorna (Gyártó csatorna) | Év         | Szereplő neve | Színész | Megjegyzés |
| ------------------------------------- | ------------------------------ | ---------- | --- | --- | --- |
| Fedőneve – Volpe (Signora Volpe)      | Story4 (Acorn TV)              | 2022-      | Sasha Pavlenko | Alexander Arnold | Szarvasgomba és árulások – 1. évad 3. epizód. – Mario kettős életet él, különleges kapcsolatot alakítva ki Sashával.                                                 |
| Fedőneve – Volpe (Signora Volpe)      | Story4 (Acorn TV)              | 2022-      | Mario Rizzo | Pierangelo Menci | Szarvasgomba és árulások – 1. évad 3. epizód. – Mario kettős életet él, különleges kapcsolatot alakítva ki Sashával.                                                 |
| Fekete galamb (Black Doves)           | Netflix (Netflix)              | 2024       | Sam Young | Ben Whishaw | |
| Fekete galamb (Black Doves)           | Netflix (Netflix)              | 2024       | Michael | Omari Douglas | |
| Fekete galamb (Black Doves)           | Netflix (Netflix)              | 2024       | Arnie | Adam Silver | |
| Fekete galamb (Black Doves)           | Netflix (Netflix)              | 2024       | Bill | Ken Nwosu | |
| Fekete galamb (Black Doves)           | Netflix (Netflix)              | 2024       | Daniel | Philipp Christopher | Akkor a szerelemre 1. évad 1.epizód. |
| A férjem védelmében (The Good Wife)   | Universal Channel (CBS)        | 2009- 2016 | Owen Cavanaugh | Dallas Roberts | |
| A férjem védelmében (The Good Wife)   | Universal Channel (CBS)        | 2009- 2016 | Tariq | Ammar Ramzi | Egy új nap – 3. évad 1. epizód. |
| A férjem védelmében (The Good Wife)   | Universal Channel (CBS)        | 2009- 2016 | Finn | Michael Arden | Szobák – 3. évad 3. epizód |
| A férjem védelmében (The Good Wife)   | Universal Channel (CBS)        | 2009- 2016 | Chad Minson | Tyler Weaks | Ne bosszants, haver! – 4. évad 4. epizód |
| A férjem védelmében (The Good Wife)   | Universal Channel (CBS)        | 2009- 2016 | Jenna Villette nyomozó | Jordana Spiro | |
| Fiúk a klubból (Queer as Folk (U.S.)) | Cool (Showtime)                | 2000- 2005 | Melanie Marcus Ben Bruckner Lindsay Peterson Brian Kinney Justin Taylor Ted Schmidt Emmett Honeycutt David Cameron Michael Novotny Vic Grassi | Michelle Clunie Robert Gant Thea Gill Gale Harold Randy Harrison Scott Lowell Peter Paige Chris Potter Hal Sparks Jack Wetherall | A korábbi brit sorozat amerikai verziója |
| Foyle háborúja (Foyle’s War)          | Hallmark (ITV)                 | 2002-      | Rex Talbot | Mark Umbers | A kevesek közt – 2. évad 2. epizód. |
| A főnök (The Closer)                  | Viasat 3, RTL Klub (TNT)       | 2005-      | Eric Wallace | Kyle Gallner | Családi ügyek – 3. évad 1. epizód, amely sejteti a kettőjük közötti kapcsolatot, egyértelműen nem hangzik el.                                                        |
| A főnök (The Closer)                  | Viasat 3, RTL Klub (TNT)       | 2005-      | Justin Darcy | Brando Eaton | Családi ügyek – 3. évad 1. epizód, amely sejteti a kettőjük közötti kapcsolatot, egyértelműen nem hangzik el.                                                        |
| A főnök (The Closer)                  | Viasat 3, RTL Klub (TNT)       | 2005-      | Keith Reyes | Jeffrey Licon | Hulla a csomagtartóban – 4. évad 12. epizód. Keith, aki illuzionistának nevezi magát, nem szereti a transzvesztita megnevezést, elcsábítja a másságát titkoló Philt. |
| A főnök (The Closer)                  | Viasat 3, RTL Klub (TNT)       | 2005-      | Phil Adams | | Hulla a csomagtartóban – 4. évad 12. epizód. Keith, aki illuzionistának nevezi magát, nem szereti a transzvesztita megnevezést, elcsábítja a másságát titkoló Philt. |
| A főnök (The Closer)                  | Viasat 3, RTL Klub (TNT)       | 2005-      | Travis Myers | Barrett Foa | Az informátor – 5. évad 4. epizód. |
| A főnök (The Closer)                  | Viasat 3, RTL Klub (TNT)       | 2005-      | Gorge Andrews nyomozó / Georgette | Beau Bridges | A nagy átváltozás – 5. évad 14. epizód. |
| A főnök (The Closer)                  | Viasat 3, RTL Klub (TNT)       | 2005-      | Rick Zuman | Peter Paige | Rossz pénz nem vész el – 6. évad 11. epizód. |
| A főnök (The Closer)                  | Viasat 3, RTL Klub (TNT)       | 2005-      | Jeff Darby | Michael Mosley | Rossz pénz nem vész el – 6. évad 11. epizód. |
| A főnök (The Closer)                  | Viasat 3, RTL Klub (TNT)       | 2005-      | Rusty Beck | Graham Patrick Martin | Az utolsó szó jogán – 7. évad 21. epizód. |
| Frank Riva (Frank Riva)               | Duna TV (France 2 ZDF)         | 2003- 2004 | Jean-Claude Marcellin / Pola | Pascal Demolon | |
| FUBAR (FUBAR)                         | Netflix (Netflix)              | 2023-      | Roo | Fortune Feimster | |
| Fülig beléd zúgtam (Heartstopper)     | Netflix (Netflix)              | 2022- 2024 | Charlie Spring | Joe Locke | |
| Fülig beléd zúgtam (Heartstopper)     | Netflix (Netflix)              | 2022- 2024 | Nick Nelson | Kit Connor | |
| Fülig beléd zúgtam (Heartstopper)     | Netflix (Netflix)              | 2022- 2024 | Elle Argent | Yasmin Finney | |
| Fülig beléd zúgtam (Heartstopper)     | Netflix (Netflix)              | 2022- 2024 | Ben Hope | Sebastian Croft | |
| Fülig beléd zúgtam (Heartstopper)     | Netflix (Netflix)              | 2022- 2024 | Tara Jones | Corinna Brown | |
| Fülig beléd zúgtam (Heartstopper)     | Netflix (Netflix)              | 2022- 2024 | Darcy Olsson | Kizzy Edgell | |
| Fülig beléd zúgtam (Heartstopper)     | Netflix (Netflix)              | 2022- 2024 | Isaac Henderson | Tobie Donovan | A sorozat négy főszereplőjének barátja, aki aszexuális. |
| Fülig beléd zúgtam (Heartstopper)     | Netflix (Netflix)              | 2022- 2024 | James McEwan | Bradley Riches | |
| Fülig beléd zúgtam (Heartstopper)     | Netflix (Netflix)              | 2022- 2024 | Mr. Ajayi | Fisayo Akinade | |
| Fülig beléd zúgtam (Heartstopper)     | Netflix (Netflix)              | 2022- 2024 | Mr. Farouk | Nima Taleghani | |
| Fülig beléd zúgtam (Heartstopper)     | Netflix (Netflix)              | 2022- 2024 | Singh edző | Chetna Pandya | |
| Fülig beléd zúgtam (Heartstopper)     | Netflix (Netflix)              | 2022- 2024 | Sahar Zahid | Leila Khan | |
| Fülig beléd zúgtam (Heartstopper)     | Netflix (Netflix)              | 2022- 2024 | Naomi Russell | Bel Priestley | |
| Fülig beléd zúgtam (Heartstopper)     | Netflix (Netflix)              | 2022- 2024 | Leeds-i túravezető | Elliot Douglas | Külön – 3. évad 8. epizód. |

### G
| Cím (Eredeti cím)                                             | Tévécsatorna (Gyártó csatorna)                   | Év         | Szereplő neve          | Színész                  | Megjegyzés |
| ------------------------------------------------------------- | ------------------------------------------------ | ---------- | ---------------------- | ------------------------ | --- |
| George Gently – Igazság vagy gazság (Inspector George Gently) | TV4, Galaxy4 (BBC One)                           | 2004- 2017 | Billy Lister           | Christian Cooke          | Bevezető rész – Csak óvatosan Gently |
| George Gently – Igazság vagy gazság (Inspector George Gently) | TV4, Galaxy4 (BBC One)                           | 2004- 2017 | David Swift            | James Atherton           | Béke és szeretet – 3. évad 2. epizód |
| George Gently – Igazság vagy gazság (Inspector George Gently) | TV4, Galaxy4 (BBC One)                           | 2004- 2017 | Charles Hexton         | Warren Clarke            | Béke és szeretet – 3. évad 2. epizód |
| George Gently – Igazság vagy gazság (Inspector George Gently) | TV4, Galaxy4 (BBC One)                           | 2004- 2017 | a Sirály Klub csaposa  | Harry Hepple             | Béke és szeretet – 3. évad 2. epizód |
| George Gently – Igazság vagy gazság (Inspector George Gently) | TV4, Galaxy4 (BBC One)                           | 2004- 2017 | Scott Tanner           | Oliver Johnstone         | 6. évad 3. epizód |
| George Gently – Igazság vagy gazság (Inspector George Gently) | TV4, Galaxy4 (BBC One)                           | 2004- 2017 | Leonard Price          | Steven Hamilton          | 6. évad 3. epizód |
| Glee – Sztárok leszünk! (Glee)                                | RTL Klub, Filmcafé (Fox)                         | 2009-      | Kurt Hummel            | Chris Colfer             | |
| Glee – Sztárok leszünk! (Glee)                                | RTL Klub, Filmcafé (Fox)                         | 2009-      | Blaine Anderson        | Darren Criss             | |
| Glee – Sztárok leszünk! (Glee)                                | RTL Klub, Filmcafé (Fox)                         | 2009-      | Dave Karofsky          | Max Adler                | |
| Glee – Sztárok leszünk! (Glee)                                | RTL Klub, Filmcafé (Fox)                         | 2009-      | Jeremiah               | Alexander Nifong         | Idétlen szerelmes dalok – 2. évad 12. epizód |
| Gossip Girl – A pletykafészek (Gossip Girl)                   | RTL Klub RTL II Sorozat+ Prizma TV RTL+ (The CW) | 2007- 2012 | Eric van der Woodsen   | Connor Paolo             | |
| A Grace klinika (Grey's Anatomy)                              | RTL Klub (ABC)                                   | 2005-      | Walter                 | Jack Yang                | |
| A Grace klinika (Grey's Anatomy)                              | RTL Klub (ABC)                                   | 2005-      | Joe                    | Steven W. Bailey         | |
| A Grace klinika (Grey's Anatomy)                              | RTL Klub (ABC)                                   | 2005-      | Darren Covington       | Benny Ciaramello         | A 4. évad 14. epizódja (Az igazság órája). Egy szenvedélyes csók a haldokló katona és társa között.                                                                                              |
| A Grace klinika (Grey's Anatomy)                              | RTL Klub (ABC)                                   | 2005-      | Todd                   | David Giuntoli           | A 4. évad 14. epizódja (Az igazság órája). Egy szenvedélyes csók a haldokló katona és társa között.                                                                                              |
| A Grace klinika (Grey's Anatomy)                              | RTL Klub (ABC)                                   | 2005-      | Dr. Erica Hahn         | Brooke Smith             | |
| A Grace klinika (Grey's Anatomy)                              | RTL Klub (ABC)                                   | 2005-      | Dr. Arizona Robbins    | Jessica Capshaw          | |
| A Grace klinika (Grey's Anatomy)                              | RTL Klub (ABC)                                   | 2005-      | Dr. Callie Torres      | Sara Ramirez             | |
| A Grace klinika (Grey's Anatomy)                              | RTL Klub (ABC)                                   | 2005-      | Aaron Mafrici          | Paul Vogt                | A 6. évad 12. epizódja (Válaszút előtt). |
| A Grace klinika (Grey's Anatomy)                              | RTL Klub (ABC)                                   | 2005-      | Jeffrey                | Dan Bucatinsky           | A 6. évad 12. epizódja (Válaszút előtt). |
| A Grace klinika (Grey's Anatomy)                              | RTL Klub (ABC)                                   | 2005-      | Kyle                   | Wilson Cruz              | A 7. évad 12. epizódja (Újoncok). |
| A Grace klinika (Grey's Anatomy)                              | RTL Klub (ABC)                                   | 2005-      | Brady Sullivan         | Kevin Christy            | A 7. évad 12. epizódja (Újoncok). |
| Grand Army (Grand Army)                                       | Netflix (Netflix)                                | 2020       | Siddhartha Pakam       | Amir Bageria             | |
| Grand Army (Grand Army)                                       | Netflix (Netflix)                                | 2020       | Victor Borin           | August Blanco Rosenstein | |
| Grand Army (Grand Army)                                       | Netflix (Netflix)                                | 2020       | ′All-American Bro′     | Matthew Finlan           | |
| Grantchester bűnei (Grantchester)                             | ITV (TV4)                                        | 2014-      | Leonard Finch          | Al Weaver                | Szoros baráti kötődés alakul ki Leonard és Daniel között. |
| Grantchester bűnei (Grantchester)                             | ITV (TV4)                                        | 2014-      | Daniel Marlowe         | Oliver Dimsdale          | Szoros baráti kötődés alakul ki Leonard és Daniel között. |
| Greek, a szövetség (Greek)                                    | Viasat 3 (ABC)                                   | 2007-      | Calvin Owens           | Paul James               | |
| Gyilkos ügyek (Major Crimes)                                  | Cool (TNT)                                       | 2012- 2016 | Rusty Beck             | Graham Patrick Martin    | |
| Gyilkos ügyek (Major Crimes)                                  | Cool (TNT)                                       | 2012- 2016 | TJ                     | Patrick Stafford         | Rusty barátja |
| Gyilkos ügyek (Major Crimes)                                  | Cool (TNT)                                       | 2012- 2016 | Ted King Jr.           | Tom Parker               | Év végi bónusz – 2. évad 17. epizód. |
| Gyilkos ügyek (Major Crimes)                                  | Cool (TNT)                                       | 2012- 2016 | Darren Talbot          | Nic Robuck               | Év végi bónusz – 2. évad 17. epizód. |
| Gyilkos ügyek (Major Crimes)                                  | Cool (TNT)                                       | 2012- 2016 | csapos (Gregory Bloom) | Christian Gehring        | Vissza a feladónak, 1. rész – 2. évad 18. epizód. |
| Gyilkos ügyek (Major Crimes)                                  | Cool (TNT)                                       | 2012- 2016 | Kyle Gillan            | Jack DePew               | Szabadesés – 4. évad 15. epizód. A húszéves Grey – akit holtan találnak egy parkolóház mellett – kapcsolatot tartott fent a biszexuális zenésszel, Grey-jel, és a családos gondnokkal, Grey-jel. |
| Gyilkos ügyek (Major Crimes)                                  | Cool (TNT)                                       | 2012- 2016 | Grey Mitchell          | RJ Walker                | Szabadesés – 4. évad 15. epizód. A húszéves Grey – akit holtan találnak egy parkolóház mellett – kapcsolatot tartott fent a biszexuális zenésszel, Grey-jel, és a családos gondnokkal, Grey-jel. |
| Gyilkos ügyek (Major Crimes)                                  | Cool (TNT)                                       | 2012- 2016 | Samir Patel            | Shainu Bala              | Szabadesés – 4. évad 15. epizód. A húszéves Grey – akit holtan találnak egy parkolóház mellett – kapcsolatot tartott fent a biszexuális zenésszel, Grey-jel, és a családos gondnokkal, Grey-jel. |
| Gyilkos ügyek (Major Crimes)                                  | Cool (TNT)                                       | 2012- 2016 | Eric Meyer             | Ian Reed Kesler          | Szabadesés – 4. évad 15. epizód. A húszéves Grey – akit holtan találnak egy parkolóház mellett – kapcsolatot tartott fent a biszexuális zenésszel, Grey-jel, és a családos gondnokkal, Grey-jel. |
| Gyilkos ügyek (Major Crimes)                                  | Cool (TNT)                                       | 2012- 2016 | Gus Wallace            | Rene Rosado              | |

### H
| Cím (Eredeti cím)                                                                    | Tévécsatorna (Gyártó csatorna) | Év         | Szereplő neve   | Színész          | Megjegyzés                                                                                     |
| ------------------------------------------------------------------------------------ | ------------------------------ | ---------- | --------------- | ---------------- | ---------------------------------------------------------------------------------------------- |
| Half Bad – A törvénytelen fiú és maga az ördög (The Bastard Son & the Devil Himself) | Netflix (Netflix)              | 2022       | Gabriel         | Emilien Vekemans |                                                                                                |
| Half Bad – A törvénytelen fiú és maga az ördög (The Bastard Son & the Devil Himself) | Netflix (Netflix)              | 2022       | Clark           | Thomas Grant     |                                                                                                |
| Halló, halló! ('Allo, 'Allo)                                                         | M1 (BBC)                       | 1982- 1992 | Gruber hadnagy  | Guy Siner        | Gruber hadnagy vonzódik Renéhez, a vendéglőshöz (az utolsó részben mégis nős emberként látjuk) |
| Halott Fiúk Nyomozóiroda (Dead Boy Detectives)                                       | Netflix (Netflix)              | 2024-      | Edwin Paine     | George Rexstrew  |                                                                                                |
| Halott Fiúk Nyomozóiroda (Dead Boy Detectives)                                       | Netflix (Netflix)              | 2024-      | Monty           | Joshua Colley    |                                                                                                |
| Halott Fiúk Nyomozóiroda (Dead Boy Detectives)                                       | Netflix (Netflix)              | 2024-      | a Macskakirály  | Lukas Gage       |                                                                                                |
| Halott Fiúk Nyomozóiroda (Dead Boy Detectives)                                       | Netflix (Netflix)              | 2024-      | Simon           | Gabriel Drake    | Az 1. évad 1. és 7. epizódjában.                                                               |
| Halott Fiúk Nyomozóiroda (Dead Boy Detectives)                                       | Netflix (Netflix)              | 2024-      | Jenny Green     | Briana Cuoco     |                                                                                                |
| Halott Fiúk Nyomozóiroda (Dead Boy Detectives)                                       | Netflix (Netflix)              | 2024-      | Maxine          | Lindsey Gort     | Az 1. évad 3-4. és 7. epizódjában.                                                             |
| A halottkém (Coroner)                                                                | RTL Spike, TV4 (CBC)           | 2019- 2022 | Ross Khalighi   | Ehren Kassam     |                                                                                                |
| A halottkém (Coroner)                                                                | RTL Spike, TV4 (CBC)           | 2019- 2022 | Matteo          | Graeme Jokic     |                                                                                                |
| A halottkém (Coroner)                                                                | RTL Spike, TV4 (CBC)           | 2019- 2022 | Alphonse Usmani | Shawn Ahmed      |                                                                                                |
| Happy Endings – Fuss el véle! (Happy Endings)                                        | Comedy (ABC)                   | 2011- 2013 | Dave Rose       | Zachary Knighton |                                                                                                |
| Happy Endings – Fuss el véle! (Happy Endings)                                        | Comedy (ABC)                   | 2011- 2013 | Franklin        | Kevin Christy    | Az 1. évad 6. epizódja.                                                                        |
| Hatalom és szenvedély (The Power, The Passion)                                       | M1 (Seven Network)             | 1989       | Steven          | Joseph Spano     | meggyilkolják                                                                                  |
| Hazudj, ha tudsz! (Lie to Me)                                                        | RTL Klub Cool (FOX)            | 2009- 2011 | Caden           | Allen Maldonado  | A jobbik én – 1. évad 10. epizód.                                                              |
| Hazudj, ha tudsz! (Lie to Me)                                                        | RTL Klub Cool (FOX)            | 2009- 2011 | Dante           |                  | A jobbik én – 1. évad 10. epizód.                                                              |
| Hogyan ússzunk meg egy gyilkosságot? (How to Get Away with Murder)                   | AXN (ABC)                      | 2014- 2020 | Connor Walsh    | Jack Falahee     |                                                                                                |
| Hogyan ússzunk meg egy gyilkosságot? (How to Get Away with Murder)                   | AXN (ABC)                      | 2014- 2020 | Oliver          | Conrad Ricamora  |                                                                                                |
| Hogyan ússzunk meg egy gyilkosságot? (How to Get Away with Murder)                   | AXN (ABC)                      | 2014- 2020 | Pax Curtis      | Niko Pepaj       | Kezdjünk el lapátolni – 1. évad 4. epizód.                                                     |
| Hogyan ússzunk meg egy gyilkosságot? (How to Get Away with Murder)                   | AXN (ABC)                      | 2014- 2020 | Chad Manning    | Chris Kos        | Megjött a mama – 1. évad 13. epizód.                                                           |
| Hogyan ússzunk meg egy gyilkosságot? (How to Get Away with Murder)                   | AXN (ABC)                      | 2014- 2020 | David Tucker    | Mark Famiglietti | Megjött a mama – 1. évad 13. epizód.                                                           |
| Huff (Huff)                                                                          | AXN (Showtime)                 | 2004- 2006 | Sam Johnson     | Noel Fisher      | Az 1. évad 1-2. és 4. epizódban, mint dr. Craig Huffstodt 15 éves páciense.                    |

### I, Í
| Cím (Eredeti cím)                      | Tévécsatorna (Gyártó csatorna)    | Év         | Szereplő neve                   | Színész       | Megjegyzés                       |
| -------------------------------------- | --------------------------------- | ---------- | ------------------------------- | ------------- | -------------------------------- |
| Az idők végezetéig (World Without End) | Duna (Showcase, Sat.1, Channel 4) | 2012       | Sir Thomas Langley / II. Edward | Ben Chaplin   |                                  |
| Az idők végezetéig (World Without End) | Duna (Showcase, Sat.1, Channel 4) | 2012       | Matthias testvér                | Jason Langley |                                  |
| Az igazság ára (The Lincoln Lawyer)    | Netflix (Netflix)                 | 2022- 2024 | Julian La Cosse                 | Devon Graye   |                                  |
| Az igazság ára (The Lincoln Lawyer)    | Netflix (Netflix)                 | 2022- 2024 | David Lyons                     | Wolé Parks    |                                  |
| Az igazság harcosai (In Justice)       | TV2 (ABC)                         | 2006-      | Dylan                           | Chris W. King | Az 1. évad 4. epizódja.          |
| Isteni sugallat (Joan of Arcadia)      | AXN (CBS)                         | 2003- 2005 | Lars Klosterman                 | Mike Erwin    | A választás – 2. évad 5. epizód. |
| Isteni sugallat (Joan of Arcadia)      | AXN (CBS)                         | 2003- 2005 | Teddy Marks                     | Kyle Lupo     | A választás – 2. évad 5. epizód. |

### J
| Cím (Eredeti cím)            | Tévécsatorna (Gyártó csatorna) | Év         | Szereplő neve             | Színész                    | Megjegyzés                                                                                             |
| ---------------------------- | ------------------------------ | ---------- | ------------------------- | -------------------------- | --- |
| Jack és Bobby (Jack & Bobby) | M1 (The WB)                    | 2004       | Jimmy McCallister         | Tom Cavanagh               | |
| Jack és Bobby (Jack & Bobby) | M1 (The WB)                    | 2004       | Matt Kramer               | Patrick J. Adams           | 1. évad 10. epizód                                                                                     |
| Jóbarátok (Friends)          | TV2 (NBC)                      | 1994- 2004 | Carol Willick Susan Bunch | Jane Sibbett Jessica Hecht | Ross exfelesége, Carol azért válik el Rosstól mert rájön, hogy leszbikus. 1996-ban hozzámegy Susan-hoz |

### K
| Cím (Eredeti cím)                                                 | Tévécsatorna (Gyártó csatorna)                              | Év         | Szereplő neve                | Színész              | Megjegyzés |
| ----------------------------------------------------------------- | ----------------------------------------------------------- | ---------- | ---------------------------- | -------------------- | --- |
| Kerge város (Spin City)                                           | Írisz TV (ABC)                                              | 1996- 2002 | Carter Sebastian Heywood     | Michael Boatman      | |
| Kékpróba (Rookie Blue)                                            | Universal Channel (Global, ABC)                             | 2010- 2015 | Gail Peck                    | Charlotte Sullivan   | |
| Kékpróba (Rookie Blue)                                            | Universal Channel (Global, ABC)                             | 2010- 2015 | Holly Stewart                | Aliyah O'Brien       | |
| Kertvárosba száműzve A kondom el van vetve (Suburgatory)          | Viasat 3 (ABC)                                              | 2011- 2014 | Mr. Wolfe                    | Rex Lee              | |
| Kertvárosba száműzve A kondom el van vetve (Suburgatory)          | Viasat 3 (ABC)                                              | 2011- 2014 | Chef Alan                    | Evan Arnold          | |
| Kés/Alatt (Nip/Tuck)                                              | Viasat 3, HBO Max (FX Networks)                             | 2003- 2010 | Vanessa Bartholomew          | Kate Mara            | |
| Kés/Alatt (Nip/Tuck)                                              | Viasat 3, HBO Max (FX Networks)                             | 2003- 2010 | Ridley Lange                 | Sophia Bush          | |
| Kés/Alatt (Nip/Tuck)                                              | Viasat 3, HBO Max (FX Networks)                             | 2003- 2010 | Dr. Liz Cruz                 | Roma Maffia          | |
| Kés/Alatt (Nip/Tuck)                                              | Viasat 3, HBO Max (FX Networks)                             | 2003- 2010 | Poppy                        | Alanis Morissette    | |
| Kés/Alatt (Nip/Tuck)                                              | Viasat 3, HBO Max (FX Networks)                             | 2003- 2010 | Dr. Quentin Costa            | Bruno Campos         | |
| Kés/Alatt (Nip/Tuck)                                              | Viasat 3, HBO Max (FX Networks)                             | 2003- 2010 | Sofia Lopez                  | Jonathan Del Arco    | 1. évad 4., 9. és 12. epizód |
| Kés/Alatt (Nip/Tuck)                                              | Viasat 3, HBO Max (FX Networks)                             | 2003- 2010 | Avery Tanner / Ava Moore     | Famke Janssen        | mint transzexuális |
| Kés/Alatt (Nip/Tuck)                                              | Viasat 3, HBO Max (FX Networks)                             | 2003- 2010 | Carlos Nelson / Carol Nelson | Tasha Smith          | mint transzexuális a 2. évad 16. epizódban |
| Kés/Alatt (Nip/Tuck)                                              | Viasat 3, HBO Max (FX Networks)                             | 2003- 2010 | J.T.                         | Todd Cattell         | 2. évad 16. epizód |
| Kés/Alatt (Nip/Tuck)                                              | Viasat 3, HBO Max (FX Networks)                             | 2003- 2010 | Dr. Barrett Moore            | Alec Baldwin         | 2. évad 16. epizód |
| Kés/Alatt (Nip/Tuck)                                              | Viasat 3, HBO Max (FX Networks)                             | 2003- 2010 | Cherry Peck                  | Willam Belli         | |
| Kés/Alatt (Nip/Tuck)                                              | Viasat 3, HBO Max (FX Networks)                             | 2003- 2010 | transzvesztita               | Michael Haboush      | 3. évad 2. epizód |
| Kés/Alatt (Nip/Tuck)                                              | Viasat 3, HBO Max (FX Networks)                             | 2003- 2010 | transzvesztita               | Eric La Barr         | 3. évad 2. epizód |
| Kés/Alatt (Nip/Tuck)                                              | Viasat 3, HBO Max (FX Networks)                             | 2003- 2010 | Oliver Brandt tizedes        | Bryce Johnson        | 3. évad 11. epizód |
| Kés/Alatt (Nip/Tuck)                                              | Viasat 3, HBO Max (FX Networks)                             | 2003- 2010 | Arthur Stiles                | Richard Chamberlain  | Blu Mondae – 4. évad 2. epizód |
| Kés/Alatt (Nip/Tuck)                                              | Viasat 3, HBO Max (FX Networks)                             | 2003- 2010 | Mitchell Skinner             | Thad Luckinbill      | Blu Mondae – 4. évad 2. epizód |
| Kés/Alatt (Nip/Tuck)                                              | Viasat 3, HBO Max (FX Networks)                             | 2003- 2010 | Freddy Prune                 | Oliver Platt         | |
| Kés/Alatt (Nip/Tuck)                                              | Viasat 3, HBO Max (FX Networks)                             | 2003- 2010 | Olivia Lord                  | Portia de Rossi      | |
| Kés/Alatt (Nip/Tuck)                                              | Viasat 3, HBO Max (FX Networks)                             | 2003- 2010 | Chaz Darling                 | Jai Rodriguez        | 5. évad 5. epizód |
| Kés/Alatt (Nip/Tuck)                                              | Viasat 3, HBO Max (FX Networks)                             | 2003- 2010 | Bob Levitts                  | Todd Cahoon          | 5. évad 11. epizód – Bob és Gary élettársak. |
| Kés/Alatt (Nip/Tuck)                                              | Viasat 3, HBO Max (FX Networks)                             | 2003- 2010 | Gary Gold                    | Paul Fitzgerald      | 5. évad 14. epizód – Bob és Gary élettársak. |
| Kés/Alatt (Nip/Tuck)                                              | Viasat 3, HBO Max (FX Networks)                             | 2003- 2010 | Tracey Shelly                | Beth Gargan          | 5. évad 16. epizód |
| Kés/Alatt (Nip/Tuck)                                              | Viasat 3, HBO Max (FX Networks)                             | 2003- 2010 | Alexis Stone                 | Candis Cayne         | 6. évad 6-7. epizód |
| Kés/Alatt (Nip/Tuck)                                              | Viasat 3, HBO Max (FX Networks)                             | 2003- 2010 | Skip Pierce                  | Mark Deklin          | 6. évad 8. epizód |
| Kés/Alatt (Nip/Tuck)                                              | Viasat 3, HBO Max (FX Networks)                             | 2003- 2010 | Joe                          | Cameron Bender       | 6. évad 8. epizód |
| Kés/Alatt (Nip/Tuck)                                              | Viasat 3, HBO Max (FX Networks)                             | 2003- 2010 | Benny Nilsson                | Luke Stratte-McClure | 6. évad 9. epizód |
| Ki ez a lány? Címlapsztori (Ugly Betty)                           | RTL Klub (ABC)                                              | 2006- 2010 | Marc St. James               | Michael Urie         | |
| Ki ez a lány? Címlapsztori (Ugly Betty)                           | RTL Klub (ABC)                                              | 2006- 2010 | Justin Suarez                | Mark Indelicato      | |
| Ki ölte meg Sarát? (¿Quién Mató a Sara?)                          | Netflix (Netflix)                                           | 2021- 2022 | José María ’Chema’ Lazcano   | Eugenio Siller       | |
| Ki ölte meg Sarát? (¿Quién Mató a Sara?)                          | Netflix (Netflix)                                           | 2021- 2022 | Lorenzo Rossi                | Luis Roberto Guzmán  | |
| Ki ölte meg Sarát? (¿Quién Mató a Sara?)                          | Netflix (Netflix)                                           | 2021- 2022 | a fiatal José María          | Polo Morín           | |
| Ki ölte meg Sarát? (¿Quién Mató a Sara?)                          | Netflix (Netflix)                                           | 2021- 2022 | srác a benzinkútról          | Antonio Arjonilla    | 2. évad 6. epizód – Személyes ügyek |
| Ki ölte meg Sarát? (¿Quién Mató a Sara?)                          | Netflix (Netflix)                                           | 2021- 2022 | José María rabtársa          | Quetzalli Cortés     | A 3. évad 4 epizódjában. |
| Ki ölte meg Sarát? (¿Quién Mató a Sara?)                          | Netflix (Netflix)                                           | 2021- 2022 | a fiatal Daniela             | Sara Cobo            | A 3. évad 5 epizódjában. |
| Ki vagy, doki? (Doctor Who)                                       | AXN (BBC)                                                   | 2005-      | Roger Curbishley             | Adam Rayner          | 4. évad 7. epizód: Az egyszarvú és a darázs (Konkrétan nem derül ki a kapcsolatuk, csak következtetni lehet az ifjú lord és az inas közti viszonyra.) |
| Ki vagy, doki? (Doctor Who)                                       | AXN (BBC)                                                   | 2005-      | Davenport                    | Daniel King          | 4. évad 7. epizód: Az egyszarvú és a darázs (Konkrétan nem derül ki a kapcsolatuk, csak következtetni lehet az ifjú lord és az inas közti viszonyra.) |
| A királyság (Kings)                                               | TV2 (NBC, Citytv)                                           | 2009       | Jack Benjamin                | Sebastian Stan       | |
| A királyság (Kings)                                               | TV2 (NBC, Citytv)                                           | 2009       | Joseph                       | Michael Arden        | Jack barátja |
| Királyság! (The Royals)                                           | Sony Max (Е!)                                               | 2015- 2018 | Cyrus                        | Jake Maskall         | |
| Királyság! (The Royals)                                           | Sony Max (Е!)                                               | 2015- 2018 | James Holloway               | Scott Maslen         | |
| Királyság! (The Royals)                                           | Sony Max (Е!)                                               | 2015- 2018 | Ivan                         | Alex Felton          | |
| Kisvárosi gyilkosságok A Midsomer gyilkosságok (Midsomer Murders) | Hallmark, Universal Channel, Film+ 2, Story4, Galaxy4 (ITV) | 1997-      | Gerald Hadleigh              | Robert Swann         | Az 1. évad 2. epizódja (Vérrel írva). |
| Kisvárosi gyilkosságok A Midsomer gyilkosságok (Midsomer Murders) | Hallmark, Universal Channel, Film+ 2, Story4, Galaxy4 (ITV) | 1997-      | Avery Phillips               | Nicholas Woodeson    | Halál a színpadon – 1. évad 3. epizód |
| Kisvárosi gyilkosságok A Midsomer gyilkosságok (Midsomer Murders) | Hallmark, Universal Channel, Film+ 2, Story4, Galaxy4 (ITV) | 1997-      | Tim Young                    | Richard Huw          | Halál a színpadon – 1. évad 3. epizód |
| Kisvárosi gyilkosságok A Midsomer gyilkosságok (Midsomer Murders) | Hallmark, Universal Channel, Film+ 2, Story4, Galaxy4 (ITV) | 1997-      | Sarah Lawton                 | Tessa Peake-Jones    | Sírig tartó hűség – 1. évad 4. epizód |
| Kisvárosi gyilkosságok A Midsomer gyilkosságok (Midsomer Murders) | Hallmark, Universal Channel, Film+ 2, Story4, Galaxy4 (ITV) | 1997-      | Simone Hollingsworth         | Lesley Vickerage     | Sírig tartó hűség – 1. évad 4. epizód |
| Kisvárosi gyilkosságok A Midsomer gyilkosságok (Midsomer Murders) | Hallmark, Universal Channel, Film+ 2, Story4, Galaxy4 (ITV) | 1997-      | Ian Eastman                  | Nick Dunning         | A halál árnyékában – 2. évad 1. epizód. |
| Kisvárosi gyilkosságok A Midsomer gyilkosságok (Midsomer Murders) | Hallmark, Universal Channel, Film+ 2, Story4, Galaxy4 (ITV) | 1997-      | Charles Jennings             | Terence Corrigan     | A halál árnyékában – 2. évad 1. epizód. |
| Kisvárosi gyilkosságok A Midsomer gyilkosságok (Midsomer Murders) | Hallmark, Universal Channel, Film+ 2, Story4, Galaxy4 (ITV) | 1997-      | Neville Williams             | Mark Umbers          | Kegyes bűn – 7. évad 4. epizód. |
| Kisvárosi gyilkosságok A Midsomer gyilkosságok (Midsomer Murders) | Hallmark, Universal Channel, Film+ 2, Story4, Galaxy4 (ITV) | 1997-      | Harry Poulson                | Michael Harbour      | Kegyes bűn – 7. évad 4. epizód. |
| Kisvárosi gyilkosságok A Midsomer gyilkosságok (Midsomer Murders) | Hallmark, Universal Channel, Film+ 2, Story4, Galaxy4 (ITV) | 1997-      | Jim Hale tiszteletes         | Jonathan Hackett     | Boszorkány Midsomerben – 7. évad 6. epizód. |
| Kisvárosi gyilkosságok A Midsomer gyilkosságok (Midsomer Murders) | Hallmark, Universal Channel, Film+ 2, Story4, Galaxy4 (ITV) | 1997-      | Marissa Clarke               | Nicola Redmond       | Szoros szállak fűzik őket Laurához, aki kihasználja őket – A 10. évad 1. epizódja (Haláltánc).                                                        |
| Kisvárosi gyilkosságok A Midsomer gyilkosságok (Midsomer Murders) | Hallmark, Universal Channel, Film+ 2, Story4, Galaxy4 (ITV) | 1997-      | Carol Prentice               | Wendy Wason          | Szoros szállak fűzik őket Laurához, aki kihasználja őket – A 10. évad 1. epizódja (Haláltánc).                                                        |
| Kisvárosi gyilkosságok A Midsomer gyilkosságok (Midsomer Murders) | Hallmark, Universal Channel, Film+ 2, Story4, Galaxy4 (ITV) | 1997-      | David Monroe                 | Tim Delap            | Hamlet és barátai – 10. évad 3. epizód. |
| Kisvárosi gyilkosságok A Midsomer gyilkosságok (Midsomer Murders) | Hallmark, Universal Channel, Film+ 2, Story4, Galaxy4 (ITV) | 1997-      | Raymond Clandillon           | Desmond Barrit       | Halál a forgatáson – 10. évad 7. epizód. |
| Kisvárosi gyilkosságok A Midsomer gyilkosságok (Midsomer Murders) | Hallmark, Universal Channel, Film+ 2, Story4, Galaxy4 (ITV) | 1997-      | Giles Shawcross tiszteletes  | Mark Gatiss          | Guillaume kardja – 13. évad 1. epizód. |
| Kisvárosi gyilkosságok A Midsomer gyilkosságok (Midsomer Murders) | Hallmark, Universal Channel, Film+ 2, Story4, Galaxy4 (ITV) | 1997-      | Richard William              | Colin Brummage       | Guillaume kardja – 13. évad 1. epizód. |
| Kisvárosi gyilkosságok A Midsomer gyilkosságok (Midsomer Murders) | Hallmark, Universal Channel, Film+ 2, Story4, Galaxy4 (ITV) | 1997-      | Sebastian Farquaharson       | Matthew Douglas      | Küzdősport – 13. évad 6. epizód. |
| Kisvárosi gyilkosságok A Midsomer gyilkosságok (Midsomer Murders) | Hallmark, Universal Channel, Film+ 2, Story4, Galaxy4 (ITV) | 1997-      | Giles Braithwaite            | Ken Bones            | Küzdősport – 13. évad 6. epizód. |
| Kisvárosi gyilkosságok A Midsomer gyilkosságok (Midsomer Murders) | Hallmark, Universal Channel, Film+ 2, Story4, Galaxy4 (ITV) | 1997-      | Liz Gerrard                  | Amanda Drew          | Ne háborgasd köreimet – 13. évad 7. epizód. |
| Kisvárosi gyilkosságok A Midsomer gyilkosságok (Midsomer Murders) | Hallmark, Universal Channel, Film+ 2, Story4, Galaxy4 (ITV) | 1997-      | Angela Lawrence              | Dorothy Atkinson     | Ne háborgasd köreimet – 13. évad 7. epizód. |
| Kisvárosi gyilkosságok A Midsomer gyilkosságok (Midsomer Murders) | Hallmark, Universal Channel, Film+ 2, Story4, Galaxy4 (ITV) | 1997-      | Lucy Oliver                  | Elizabeth Crarer     | Az Oblong szekta (Gyilkos alapítvány) – 14. évad 4. epizód.                                                                                           |
| Kisvárosi gyilkosságok A Midsomer gyilkosságok (Midsomer Murders) | Hallmark, Universal Channel, Film+ 2, Story4, Galaxy4 (ITV) | 1997-      | Freddie Raft                 | Josephine Butler     | Az Oblong szekta (Gyilkos alapítvány) – 14. évad 4. epizód.                                                                                           |
| Kisvárosi gyilkosságok A Midsomer gyilkosságok (Midsomer Murders) | Hallmark, Universal Channel, Film+ 2, Story4, Galaxy4 (ITV) | 1997-      | Noah Evans                   | Billy Postlethwaite  | Az ima ereje – 16. évad 2. epizód. |
| Kisvárosi gyilkosságok A Midsomer gyilkosságok (Midsomer Murders) | Hallmark, Universal Channel, Film+ 2, Story4, Galaxy4 (ITV) | 1997-      | Philip Hamilton professzor   | Vincent Regan        | Az ima ereje – 16. évad 2. epizód. |
| Kitz titkai (Kitz)                                                | Netflix (Netflix)                                           | 2021       | Hans Gassner                 | Ben Felipe           | |
| Kitz titkai (Kitz)                                                | Netflix (Netflix)                                           | 2021       | Kosh Ziervogel               | Zoran Pingel         | |
| Kiválasztva (Chosen)                                              | Filmcafé (Crackle)                                          | 2013-      | Alex Acosta                  | Alexander Le Bas     | |
| Kiválasztva (Chosen)                                              | Filmcafé (Crackle)                                          | 2013-      | Trevor                       | Tristen Bankston     | |
| Kőgazdagok (Privileged)                                           | RTL Klub (The CW)                                           | 2008- 2009 | Marco Giordello              | Allan Louis          | |
| Kőgazdagok (Privileged)                                           | RTL Klub (The CW)                                           | 2008- 2009 | Dale Dart                    | Leslie Jordan        | |
| Kötelező ítélet (Conviction)                                      | TV2 (NBC)                                                   | 2006       | Quinn Benton                 | Alex Kaluzhsky       | 1. évad 2. epizód |
| Kutyaszorítóban (The Kill Point)                                  | TV2 (Spike)                                                 | 2007       | Bernard                      | Bingo O’Malley       | |

### L
| Cím (Eredeti cím)                           | Tévécsatorna (Gyártó csatorna)                  | Év         | Szereplő neve                                                                                          | Színész                                                                                                 | Megjegyzés |
| ------------------------------------------- | ----------------------------------------------- | ---------- | --- | --- | --- |
| L (The L Word)                              | Cool (Showtime)                                 | 2004- 2008 | Bette Porter Dana Fairbanks Marina Ferrer Tina Kennard Shane McCutcheon Alice Pieszecki Jenny Schecter | Jennifer Beals Erin Daniels Karina Lombard Laurel Holloman Katherine Moennig Leisha Hailey Mia Kirshner | |
| Lea 7 élete (Les 7 vies de Léa)             | Netflix (Netflix)                               | 2022       | a fiatal Stéphane                                                                                      | Théo Fernandez                                                                                          | |
| Lea 7 élete (Les 7 vies de Léa)             | Netflix (Netflix)                               | 2022       | Stéphane                                                                                               | Samuel Benchetrit                                                                                       | |
| Lea 7 élete (Les 7 vies de Léa)             | Netflix (Netflix)                               | 2022       | Romane                                                                                                 | Maïra Schmitt                                                                                           | |
| Lea 7 élete (Les 7 vies de Léa)             | Netflix (Netflix)                               | 2022       | Dora                                                                                                   | Kelly Bellacci                                                                                          | |
| Levél a királynak (The Letter for the King) | Netflix FilmBox Extra FilmBox Premium (Netflix) | 2020       | Foldo                                                                                                  | Jack Barton                                                                                             | |
| Lucifer (Lucifer)                           | Viasat 3 (FOX)                                  | 2015-      | Kyle Erikson                                                                                           | Michael Welch                                                                                           | Szent Lucifer – 1. évad 11. epizód |
| Lucifer (Lucifer)                           | Viasat 3 (FOX)                                  | 2015-      | Tim Dunlear                                                                                            | Michasha Armstrong                                                                                      | Szent Lucifer – 1. évad 11. epizód |
| Lewis – Az oxfordi nyomozó (Lewis)          | Galaxy4, TV4 (ITV, STV, UTV)                    | 2006- 2015 | R.G. Cole                                                                                              | Niall Buggy                                                                                             | Zene, amiért érdemes meghalni – 2. évad 2. epizód. |
| Lewis – Az oxfordi nyomozó (Lewis)          | Galaxy4, TV4 (ITV, STV, UTV)                    | 2006- 2015 | Will McEwan                                                                                            | Philip Battley                                                                                          | Tűzből született élet – 2. évad 3. epizód. |
| Lewis – Az oxfordi nyomozó (Lewis)          | Galaxy4, TV4 (ITV, STV, UTV)                    | 2006- 2015 | Joe Myers                                                                                              | Geoffrey Breton                                                                                         | A kegyelem – 3. évad 2. epizód. |
| Lewis – Az oxfordi nyomozó (Lewis)          | Galaxy4, TV4 (ITV, STV, UTV)                    | 2006- 2015 | Vernon Oxe                                                                                             | Simon Callow                                                                                            | Feltámad a rock! – 3. évad 4. epizód. |
| Lewis – Az oxfordi nyomozó (Lewis)          | Galaxy4, TV4 (ITV, STV, UTV)                    | 2006- 2015 | Franco                                                                                                 | Anthony Higgins                                                                                         | Feltámad a rock! – 3. évad 4. epizód. |
| Lewis – Az oxfordi nyomozó (Lewis)          | Galaxy4, TV4 (ITV, STV, UTV)                    | 2006- 2015 | Brendan Ward professzor                                                                                | Tom Davey                                                                                               | Túl jón és gonoszon 1-2. rész – 8. évad 5-6. epizód |
| Lewis – Az oxfordi nyomozó (Lewis)          | Galaxy4, TV4 (ITV, STV, UTV)                    | 2006- 2015 | Dax Kinneson                                                                                           | Wil Johnson                                                                                             | A mestermű 1-2. rész – 9. évad 3-4. epizód. Dax – saját bevallása szerint – biszexuális, amiről feleségei is tudott. Naten pedig, a Dexszel való kapcsolata miatt szakít barátnőjével. |
| Lewis – Az oxfordi nyomozó (Lewis)          | Galaxy4, TV4 (ITV, STV, UTV)                    | 2006- 2015 | Nate Hedesan                                                                                           | Jaygann Ayeh                                                                                            | A mestermű 1-2. rész – 9. évad 3-4. epizód. Dax – saját bevallása szerint – biszexuális, amiről feleségei is tudott. Naten pedig, a Dexszel való kapcsolata miatt szakít barátnőjével. |

### M
| Cím (Eredeti cím)                         | Tévécsatorna (Gyártó csatorna) | Év         | Szereplő neve                                                  | Színész                                                               | Megjegyzés |
| ----------------------------------------- | ------------------------------ | ---------- | -------------------------------------------------------------- | --------------------------------------------------------------------- | --- |
| Mad Men – Reklámőrültek (Mad Men)         | M1, M2 (AMC)                   | 2007- 2015 | Salvatore "Sal" Romano                                         | Bryan Batt                                                            | 3 évad |
| A magánnyomozó (Il Clandestino)           | Netflix (Netflix)              | 2024-      | Claudio Maganza                                                | Fausto Maria Sciarappa                                                | Milánó helyettes rendőrfőnöke, aki igyekszik titkolni másságát, különösen a kollégái előtt. Ez a helyzet konfliktust okoz közte és társa, Federico között. |
| A magánnyomozó (Il Clandestino)           | Netflix (Netflix)              | 2024-      | Federico                                                       | Stefano Guerrieri                                                     | Milánó helyettes rendőrfőnöke, aki igyekszik titkolni másságát, különösen a kollégái előtt. Ez a helyzet konfliktust okoz közte és társa, Federico között. |
| Majomszeretet (Love Monkey)               | RTL Klub (CBS)                 | 2006       | Jake Dunne                                                     | Christopher Wiehl                                                     | főszereplő, 1 évad, 8 epizód |
| Majomszeretet (Love Monkey)               | RTL Klub (CBS)                 | 2006       | Clete                                                          | Donnie Keshawarz                                                      | Jake barátja, 5. epizód (The Window, Ha a szerencse rád mosolyog...), 8. epizód (Coming Out, Új élet)                                                      |
| Manifest (Manifest)                       | NBC (HBO Go)                   | 2018-      | Thomas                                                         | Sheldon Best                                                          | |
| Manifest (Manifest)                       | NBC (HBO Go)                   | 2018-      | Georgia                                                        | Eva Kaminsky                                                          | |
| Manifest (Manifest)                       | NBC (HBO Go)                   | 2018-      | Bethany Collins                                                | Mugga                                                                 | |
| A médium (Medium)                         | TV2 (CBS)                      | 2005-      | Casey Edward Frank a fiatal Casey Edward Frank Henry Reickhoff | Chris Messina Christian Alexander Paul Perri                          | 3. évad 8. epizód: A teljes igazság (The Whole Truth). |
| Megzsarolva (The Recruit)                 | Netflix (Netflix)              | 2022-      | Terence                                                        | Daniel Quincy Annoh                                                   | |
| Megzsarolva (The Recruit)                 | Netflix (Netflix)              | 2022-      | Linus                                                          | Travis Nelson                                                         | |
| Medusa (Medusa)                           | Netflix (Netflix)              | 2025-      | Camilo Hidalgo                                                 | Luis Fernando Hoyos                                                   | A Medusa alelnöke, aki titkos kapcsolatot tart fent Diegóval, annak tizennégy éves kora óta.                                                               |
| Medusa (Medusa)                           | Netflix (Netflix)              | 2025-      | Diego                                                          | Lucas Buelvas                                                         | A Medusa alelnöke, aki titkos kapcsolatot tart fent Diegóval, annak tizennégy éves kora óta.                                                               |
| Meleg helyzet (Playing It Straight)       | Cool (FOX)                     | 2004-      |                                                                |                                                                       | |
| Melegítő (Queer Eye for the Straight Guy) | Viasat 3 (Bravo)               | 2003-      |                                                                | Kyan Douglas, Ted Allen, Jai Rodriguez, Thom Filicia, Carson Kressley | |
| Melrose Place                             | HBO, TV2 (FOX)                 | 1992- 1999 | Matt Fielding                                                  | Doug Savant                                                           | |
| A mentalista (The Mentalist)              | RTL Klub (CBS)                 | 2008-      | Madison Price                                                  | Natalie Padilla                                                       | Zöld erdőben – 6. évad 18. epizód |
| A mentalista (The Mentalist)              | RTL Klub (CBS)                 | 2008-      | pincérnő                                                       | Tallulah Danielle C. David                                            | Zöld erdőben – 6. évad 18. epizód |
| Ments meg! (Rescue Me)                    | RTL Klub, AXN (FX)             | 2004- 2011 | Mike Silletti                                                  | Mike Lombardi                                                         | |
| Ments meg! (Rescue Me)                    | RTL Klub, AXN (FX)             | 2004- 2011 | Chris                                                          | Timothy Adams                                                         | |
| Mi lenne, ha…? (What/If)                  | Netflix (Netflix)              | 2019       | Marcos Ruiz                                                    | Juan Castano                                                          | |
| Mi lenne, ha…? (What/If)                  | Netflix (Netflix)              | 2019       | Lionel                                                         | John Clarence Stewart                                                 | |
| Mi lenne, ha…? (What/If)                  | Netflix (Netflix)              | 2019       | Kevin                                                          | Derek Smith                                                           | |
| Mi lenne, ha…? (What/If)                  | Netflix (Netflix)              | 2019       | John                                                           | Kevin Daniels                                                         | Mi lesz – 1. évad 5. epizód. |
| A mitomániás (Mytho)                      | Netflix (ARTE)                 | 2019- 2021 | Sam                                                            | Jérémy Gillet                                                         | Sam egy nembináris tinédzser. |

### N
| Cím (Eredeti cím)                                  | Tévécsatorna (Gyártó csatorna) | Év         | Szereplő neve                   | Színész                                   | Megjegyzés                                                                             |
| -------------------------------------------------- | ------------------------------ | ---------- | ------------------------------- | ----------------------------------------- | -------------------------------------------------------------------------------------- |
| Nagy Katalin – A kezdetek (The Great)              | Netflix (Netflix)              | 2020-      | meleg nemes                     | Sam Meakin                                | Végre egyedül – 2. évad 3. epizód                                                      |
| A narancsvidék (The O.C.)                          | Viasat 3 (FOX)                 | 2003       | Marissa Cooper Alex Carson Ward | Mischa Barton Olivia Wilde Brian McNamara | Marissa leszbikus kalandba bonyolódik a biszexuális Alex-szel. Luke apja, Carson meleg |
| NCIS (NCIS – Naval Criminal Investigative Service) | TV2 (CBS)                      | 2003-      | Simon Craig tizedes             | Chad Collins                              | Toborzás – 8. évad 12. epizód                                                          |
| NCIS (NCIS – Naval Criminal Investigative Service) | TV2 (CBS)                      | 2003-      | Paul Simmons                    | Guy Wilson                                | Toborzás – 8. évad 12. epizód                                                          |
| NCIS (NCIS – Naval Criminal Investigative Service) | TV2 (CBS)                      | 2003-      | Eric Kutzler hadnagy            | Andy Favreau                              | Építünk, küzdünk – 12. évad 13. epizód                                                 |
| NCIS (NCIS – Naval Criminal Investigative Service) | TV2 (CBS)                      | 2003-      | Vince Armstrong                 | Alano Miller                              | Építünk, küzdünk – 12. évad 13. epizód                                                 |
| NCIS (NCIS – Naval Criminal Investigative Service) | TV2 (CBS)                      | 2003-      | Alonzo Marcel                   | James C. Bristow                          | Egy könyv, két borító – 14. évad 21. epizód                                            |
| NCIS (NCIS – Naval Criminal Investigative Service) | TV2 (CBS)                      | 2003-      | Rosewood bandatag               | Josef Urban                               | Egy könyv, két borító – 14. évad 21. epizód                                            |
| NCIS: New Orleans (NCIS: New Orleans)              | Viasat 3, AXN (CBS)            | 2014-      | Kevin Heller                    | Michael Welch                             | A lista – 1. évad 18. epizód                                                           |
| NCIS: New Orleans (NCIS: New Orleans)              | Viasat 3, AXN (CBS)            | 2014-      | Marlon Hart                     | Yohance Myles                             | Tente baba, tente – 1. évad 20. epizód                                                 |
| NCIS: New Orleans (NCIS: New Orleans)              | Viasat 3, AXN (CBS)            | 2014-      | Josh Newman parancsnok          | Ramon De Ocampo                           | Tente baba, tente – 1. évad 20. epizód                                                 |
| Nem mind arany (Knokke Off)                        | Netflix (Netflix)              | 2023-      | Jan Basteyns                    | Pieter Genard                             |                                                                                        |
| Nem mind arany (Knokke Off)                        | Netflix (Netflix)              | 2023-      | Paul                            | Tristan Versteven                         |                                                                                        |
| Nem mind arany (Knokke Off)                        | Netflix (Netflix)              | 2023-      | Victor                          | Jef Hellemans                             |                                                                                        |
| Nem szentírás (The Book of Daniel)                 | RTL Klub (NBC)                 | 2006       | Peter Webster                   | Christian Campbell                        |                                                                                        |
| Nem szentírás (The Book of Daniel)                 | RTL Klub (NBC)                 | 2006       | Victoria Conlin                 | Cheryl White                              |                                                                                        |
| Nem szentírás (The Book of Daniel)                 | RTL Klub (NBC)                 | 2006       | Jessie Gilmore                  | Alana De La Garza                         |                                                                                        |
| Nem szentírás (The Book of Daniel)                 | RTL Klub (NBC)                 | 2006       | Michael Vaporelli               | Scott Winters                             |                                                                                        |
| Nem szentírás (The Book of Daniel)                 | RTL Klub (NBC)                 | 2006       | David Congreve                  | John Driscoll                             |                                                                                        |
| Nem szentírás (The Book of Daniel)                 | RTL Klub (NBC)                 | 2006       | Josh                            | Enver Gjokaj                              | Peter első barátja.                                                                    |
| A néma völgy (Valea Mută)                          | HBO (HBO)                      | 2016       | Horia                           | Vlad Bălan                                |                                                                                        |
| A néma völgy (Valea Mută)                          | HBO (HBO)                      | 2016       | Filip                           | Theodor Șoptelea                          |                                                                                        |
| New York rendőrei (NYPD Blue)                      | TV3 (ABC)                      | 1993- 2005 | Thomas Bale őrmester            | Currie Graham                             |                                                                                        |
| New York rendőrei (NYPD Blue)                      | TV3 (ABC)                      | 1993- 2005 | John Irvin                      | Bill Brochtrup                            |                                                                                        |

### Ny
| Cím (Eredeti cím)                  | Tévécsatorna (Gyártó csatorna) | Év         | Szereplő neve | Színész     | Megjegyzés |
| ---------------------------------- | ------------------------------ | ---------- | ------------- | ----------- | ---------- |
| Nyugi, Charlie! (Anger Management) | Cool (FX)                      | 2012- 2014 | Cleo          | James Black |            |

### O,Ó
| Cím (Eredeti cím)                | Tévécsatorna (Gyártó csatorna)             | Év         | Szereplő neve        | Színész             | Megjegyzés                                                             |
| -------------------------------- | ------------------------------------------ | ---------- | -------------------- | ------------------- | ---------------------------------------------------------------------- |
| Olympo (Olympo)                  | Netflix (Netflix)                          | 2025       | Roque Pérez          | Agustín Della Corte |                                                                        |
| Olympo (Olympo)                  | Netflix (Netflix)                          | 2025       | Sebas Senghor        | Juan Perales        |                                                                        |
| Olympo (Olympo)                  | Netflix (Netflix)                          | 2025       | Diego Sorokov        | Gleb Abrosimov      |                                                                        |
| Olympo (Olympo)                  | Netflix (Netflix)                          | 2025       | Zoe Moral            | Nira Oshaia         |                                                                        |
| Olympo (Olympo)                  | Netflix (Netflix)                          | 2025       | Jennifer Pina        | Laura Moray         |                                                                        |
| Olympo (Olympo)                  | Netflix (Netflix)                          | 2025       | Renata Aguilera      | Andy Duato          | Interszexuális hétpróbázó.                                             |
| Olympo (Olympo)                  | Netflix (Netflix)                          | 2025       | Cruz                 | Sergi Mozo          |                                                                        |
| Az osztály (Class)               | Netflix (Netflix)                          | 2023-      | Dhruv Sanghvi        | Chayan Chopra       |                                                                        |
| Az osztály (Class)               | Netflix (Netflix)                          | 2023-      | Faruq Manzoor        | Chintan Rachchh     |                                                                        |
| Az osztály (Class)               | Netflix (Netflix)                          | 2023-      | Sharan Gujral        | Moses Koul          |                                                                        |
| Oz                               | TV6 (HBO)                                  | 1997- 2003 | Christopher Keller   | Christopher Meloni  | Az egyik legsikeresebb HBO gyártású sorozat, a börtönbeli életről szól |
| Oxfordi gyilkosságok (Endeavour) | Epic Drama, Story4 (korábban Story5) (ITV) | 2012-      | Monkford tiszteletes | Jonathan Guy Lewis  | A lány – 1. évad 2. epizód.                                            |
| Oxfordi gyilkosságok (Endeavour) | Epic Drama, Story4 (korábban Story5) (ITV) | 2012-      | Jerome Hogg          | Kevin Trainor       | Utóirat – 3. évad 4. epizód                                            |
| Oxfordi gyilkosságok (Endeavour) | Epic Drama, Story4 (korábban Story5) (ITV) | 2012-      | Nick Wilding         | Will Payne          | Dicshimnusz – 4. évad 2. epizód                                        |
| Oxfordi gyilkosságok (Endeavour) | Epic Drama, Story4 (korábban Story5) (ITV) | 2012-      | Dr. Adrian Croxley   | David Newman        | Múzsa – 5. évad 1. epizód                                              |

### Ö,Ő
| Cím (Eredeti cím)       | Tévécsatorna (Gyártó csatorna) | Év         | Szereplő neve   | Színész               | Megjegyzés                           |
| ----------------------- | ------------------------------ | ---------- | --------------- | --------------------- | ------------------------------------ |
| Őrangyal (The Guardian) | Hallmark, Duna TV (CBS)        | 2001- 2004 | Ethan Ritter    | Aaron Paul            | Fiúkból férfiak – 1. évad 5. epizód. |
| Őrangyal (The Guardian) | Hallmark, Duna TV (CBS)        | 2001- 2004 | Smitrovich bíró | Armin Shimerman       | Fiúkból férfiak – 1. évad 5. epizód. |
| Őrangyal (The Guardian) | Hallmark, Duna TV (CBS)        | 2001- 2004 | Lucas Farr      | Keram Malicki-Sánchez | Szégyen – 3. évad 5. epizód.         |

### P
| Cím (Eredeti cím)                 | Tévécsatorna (Gyártó csatorna)       | Év         | Szereplő neve | Színész                 | Megjegyzés                                                              |
| --------------------------------- | ------------------------------------ | ---------- | ------------- | ----------------------- | ----------------------------------------------------------------------- |
| Papás-Babás (Baby Daddy)          | M2, Comedy Central Family (Freeform) | 2012- 2017 | Ray Wheeler   | Greg Grunberg           | Ben apja, aki felvállalja a családja előtt, hogy meleg.                 |
| Poirot (Agatha Christie’s Poirot) | Story4, TV4 (ITV, STV, UTV)          | 1989- 2013 | Philip Blake  | Toby Stephens           | Öt kismalac – 9. évad 1. epizód                                         |
| Poirot (Agatha Christie’s Poirot) | Story4, TV4 (ITV, STV, UTV)          | 1989- 2013 | Dr Roberts    | Alex Jennings           | Nyílt kártyákkal – 10. évad 2. epizód                                   |
| Pszichozsaru (Profiler)           | TV2 (NBC)                            | 1996- 2000 | George Fraley | Peter Frechette         | Bár főszereplő volt, szexuális irányultságát csak néhányszor említették |
| Puszi: Kitty (XO, Kitty)          | Netflix (Netflix)                    | 2023-      | Yuri          | Gia Kim                 |                                                                         |
| Puszi: Kitty (XO, Kitty)          | Netflix (Netflix)                    | 2023-      | Julianna      | Regan Aliyah            |                                                                         |
| Puszi: Kitty (XO, Kitty)          | Netflix (Netflix)                    | 2023-      | Q             | Anthony Keyvan          |                                                                         |
| Puszi: Kitty (XO, Kitty)          | Netflix (Netflix)                    | 2023-      | Florian       | Théo Augier Bonaventure |                                                                         |

### R
| Cím (Eredeti cím)                   | Tévécsatorna (Gyártó csatorna) | Év         | Szereplő neve                 | Színész            | Megjegyzés |
| ----------------------------------- | ------------------------------ | ---------- | ----------------------------- | ------------------ | --- |
| Ragyogj, ha mersz (Glamorous)       | Netflix (Netflix)              | 2023-      | Marco Mejia                   | Miss Benny         | |
| Ragyogj, ha mersz (Glamorous)       | Netflix (Netflix)              | 2023-      | Chad                          | Zane Phillips      | |
| Ragyogj, ha mersz (Glamorous)       | Netflix (Netflix)              | 2023-      | Ben                           | Michael Hsu Rosen  | |
| Ragyogj, ha mersz (Glamorous)       | Netflix (Netflix)              | 2023-      | Parker                        | Graham Parkhurst   | |
| Ragyogj, ha mersz (Glamorous)       | Netflix (Netflix)              | 2023-      | Venetia                       | Jade Payton        | |
| Ragyogj, ha mersz (Glamorous)       | Netflix (Netflix)              | 2023-      | Britt                         | Ayesha Harris      | |
| Ragyogj, ha mersz (Glamorous)       | Netflix (Netflix)              | 2023-      | Dizmal Failure                | Damian Terriquez   | |
| Ragyogj, ha mersz (Glamorous)       | Netflix (Netflix)              | 2023-      | Priyanka                      | Mark Suknanan      | |
| Ragyogj, ha mersz (Glamorous)       | Netflix (Netflix)              | 2023-      | Chiquitita                    | Chiquitita         | |
| Ragyogj, ha mersz (Glamorous)       | Netflix (Netflix)              | 2023-      | Serena Tea                    | Serena Tea         | |
| Ragyogj, ha mersz (Glamorous)       | Netflix (Netflix)              | 2023-      | Charlene                      | Charlene Incarnate | A sor vége – 1. évad 3. epizód. |
| ReGenesis (ReGenesis)               | AXN (TMN)                      | 2004- 2008 | Craig Riddlemeyer             | Stephen Amell      | A 3. évad 8-10. epizód. |
| ReGenesis (ReGenesis)               | AXN (TMN)                      | 2004- 2008 | Carlos Serrano                | Conrad Pla         | |
| ReGenesis (ReGenesis)               | AXN (TMN)                      | 2004- 2008 | Rico                          | Pascal Petardi     | A 4. évad 1-2. epizód. |
| A rezidencia (The Residence)        | Netflix (Netflix)              | 2025       | Perry Morgan elnök            | Paul Fitzgerald    | |
| A rezidencia (The Residence)        | Netflix (Netflix)              | 2025       | Elliot Morgan first gentleman | Barrett Foa        | |
| A Rezidens (The Resident)           | PRIME (FOX)                    | 2018-      | Andre                         | Carlos Lacamara    | Valentin-nap – 2. évad 14. epizód. Andre és Otto egy párt alkotnak. |
| A Rezidens (The Resident)           | PRIME (FOX)                    | 2018-      | Otto                          | Ron Simons         | Valentin-nap – 2. évad 14. epizód. Andre és Otto egy párt alkotnak. |
| A Rezidens (The Resident)           | PRIME (FOX)                    | 2018-      | Fritz Rawlins                 | Patrick Davis      | A vér kötelez – 2. évad 21. epizód. |
| Riverdale (Riverdale)               | The CW (Netflix)               | 2017-      | Kevin Keller                  | Casey Cott         | |
| Riverdale (Riverdale)               | The CW (Netflix)               | 2017-      | Moose Mason                   | Cody Kearsley      | |
| Riverdale (Riverdale)               | The CW (Netflix)               | 2017-      | Cheryl Blossom                | Madelaine Petsch   | |
| Riverdale (Riverdale)               | The CW (Netflix)               | 2017-      | Toni Topaz                    | Vanessa Morgan     | |
| Riverdale (Riverdale)               | The CW (Netflix)               | 2017-      | Joaquin DeSantos              | Rob Raco           | |
| Riverdale (Riverdale)               | The CW (Netflix)               | 2017-      | Chic Smith                    | Hart Denton        | |
| Riverdale (Riverdale)               | The CW (Netflix)               | 2017-      | Agyar                         | Drew Ray Tanner    | |
| Riverdale (Riverdale)               | The CW (Netflix)               | 2017-      | Marcus Mason őrnagy           | Simon C. Hussey    | 3. évad 12. epizód. |
| Riverdale (Riverdale)               | The CW (Netflix)               | 2017-      | Mary Andrews                  | Molly Ringwald     | 4. évad 14. epizódjában Archie Andrews anyja bevalja, hogy több van közte és régi kollégiumi társa, a haditengerészet toborzó tisztjeként dolgozó Brooke között egyszerű barátságnál. |
| Riverdale (Riverdale)               | The CW (Netflix)               | 2017-      | Brooke                        | Luvia Petersen     | 4. évad 14. epizódjában Archie Andrews anyja bevalja, hogy több van közte és régi kollégiumi társa, a haditengerészet toborzó tisztjeként dolgozó Brooke között egyszerű barátságnál. |
| Róma (Rome)                         | RTL Klub (HBO, BBC, RAI)       | 2005- 2007 | Castor                        | Manfredi Aliquo    | Atia házi rabszolgája |
| Róma (Rome)                         | RTL Klub (HBO, BBC, RAI)       | 2005- 2007 | Duro                          | Rafi Gavron        | örömfiú |
| A rózsa neve (The Name of the Rose) | Filmcafé (Rai 1)               | 2019       | Arundeli Berengár             | Maurizio Lombardi  | |

### S
| Cím (Eredeti cím)                                                                 | Tévécsatorna (Gyártó csatorna)         | Év         | Szereplő neve                                                                | Színész                                  | Megjegyzés |
| --------------------------------------------------------------------------------- | -------------------------------------- | ---------- | ---------------------------------------------------------------------------- | ---------------------------------------- | --- |
| Sandman – Az álmok fejedelme (The Sandman)                                        | Netflix (Netflix)                      | 2022-      | Alex Burgess                                                                 | Laurie Kynaston                          | Az igazak álma – 1. évad 1. epizód. |
| Sandman – Az álmok fejedelme (The Sandman)                                        | Netflix (Netflix)                      | 2022-      | Paul McGuire                                                                 | Gus Gordon                               | Az igazak álma – 1. évad 1. epizód. |
| Sandman – Az álmok fejedelme (The Sandman)                                        | Netflix (Netflix)                      | 2022-      | az idős Alex Burgess                                                         | Benedick Blythe                          | Az igazak álma – 1. évad 1. epizód. |
| Sandman – Az álmok fejedelme (The Sandman)                                        | Netflix (Netflix)                      | 2022-      | az idős Paul McGuire                                                         | Christopher Colquhoun                    | Az igazak álma – 1. évad 1. epizód. |
| Sandman – Az álmok fejedelme (The Sandman)                                        | Netflix (Netflix)                      | 2022-      | az idős Alex Burgess                                                         | Geoffrey Beevers                         | A 2. évadban. |
| Sandman – Az álmok fejedelme (The Sandman)                                        | Netflix (Netflix)                      | 2022-      | az idős Paul McGuire                                                         | Tedroy Newell                            | A 2. évadban. |
| Sandman – Az álmok fejedelme (The Sandman)                                        | Netflix (Netflix)                      | 2022-      | Johanna Constantine                                                          | Jenna Coleman                            | |
| Sandman – Az álmok fejedelme (The Sandman)                                        | Netflix (Netflix)                      | 2022-      | Rachel                                                                       | Eleanor Fanyinka                         | |
| Sandman – Az álmok fejedelme (The Sandman)                                        | Netflix (Netflix)                      | 2022-      | Carl                                                                         | Ben Wiggins                              | |
| Sandman – Az álmok fejedelme (The Sandman)                                        | Netflix (Netflix)                      | 2022-      | Hal Carter                                                                   | John Cameron Mitchell                    | |
| Sandman – Az álmok fejedelme (The Sandman)                                        | Netflix (Netflix)                      | 2022-      | Philip Sitz                                                                  | Lewis Reeves                             | A gyűjtők – 1. évad 9. epizód. |
| Sandman – Az álmok fejedelme (The Sandman)                                        | Netflix (Netflix)                      | 2022-      | Cluracan                                                                     | Douglas Booth                            | |
| Sandman – Az álmok fejedelme (The Sandman)                                        | Netflix (Netflix)                      | 2022-      | Anthony                                                                      | Luke Polie                               | |
| Sandman – Az álmok fejedelme (The Sandman)                                        | Netflix (Netflix)                      | 2022-      | Wanda / Alvin                                                                | Indya Moore                              | transznemű |
| Sandman – Az álmok fejedelme (The Sandman)                                        | Netflix (Netflix)                      | 2022-      | Puck (Robin-pajtás)                                                          | Jack Gleeson                             | |
| Sandman – Az álmok fejedelme (The Sandman)                                        | Netflix (Netflix)                      | 2022-      | Loki                                                                         | Freddie Fox                              | |
| Sárkányok háza (House of the Dragon)                                              | HBO Max (HBO)                          | 2022       | az ifjú Ser Laenor Velaryon                                                  | Theo Nate                                | |
| Sárkányok háza (House of the Dragon)                                              | HBO Max (HBO)                          | 2022       | Ser Laenor Velaryon                                                          | John Macmillan                           | |
| Sárkányok háza (House of the Dragon)                                              | HBO Max (HBO)                          | 2022       | Ser Joffrey Lonmouth                                                         | Solly McLeod                             | |
| Sárkányok háza (House of the Dragon)                                              | HBO Max (HBO)                          | 2022       | Ser Qarl Correy                                                              | Arty Froushan                            | |
| Sarolta királyné – Egy Bridgerton-történet (Queen Charlotte – A Bridgerton Story) | Netflix (Netflix)                      | 2023       | az ifjú Brimsley                                                             | Sam Clemmett                             | |
| Sarolta királyné – Egy Bridgerton-történet (Queen Charlotte – A Bridgerton Story) | Netflix (Netflix)                      | 2023       | Reynolds                                                                     | Freddie Dennis                           | |
| A sci-fi mesterei (Masters of Science Fiction)                                    | AXN (ABC)                              | 2007       | Steve Bucky                                                                  | Donny Lucas Alex Zahara                  | Az 1. évad 4. epizód, mindketten biszexuálisok. |
| Scream Queens – Gyilkos történet (Scream Queens)                                  | PRIME (FOX)                            | 2015- 2016 | Sam                                                                          | Jeanna Han                               | |
| Scream Queens – Gyilkos történet (Scream Queens)                                  | PRIME (FOX)                            | 2015- 2016 | Boone Clemens                                                                | Nick Jonas                               | |
| Shadow and Bone – Árnyék és csont (Shadow and Bone)                               | Netflix (Netflix)                      | 2021-      | Jesper Fahey                                                                 | Kit Young                                | |
| Shadow and Bone – Árnyék és csont (Shadow and Bone)                               | Netflix (Netflix)                      | 2021-      | Wylan Hendricks                                                              | Jack Wolfe                               | |
| Shadow and Bone – Árnyék és csont (Shadow and Bone)                               | Netflix (Netflix)                      | 2021-      | Dima                                                                         | Jesse Badger                             | Mutasd meg, ki vagy! – 1. évad 5. epizód. |
| Shadow and Bone – Árnyék és csont (Shadow and Bone)                               | Netflix (Netflix)                      | 2021-      | Tamar Kir-Bataar                                                             | Anna Leong Brophy                        | |
| Shadow and Bone – Árnyék és csont (Shadow and Bone)                               | Netflix (Netflix)                      | 2021-      | Nadia                                                                        | Joanna McGibbon                          | |
| Shameless – Szégyentelenek (Shameless)                                            | Viasat 3, Viasat 6, HBO Max (Showtime) | 2011- 2021 | Ian Gallagher                                                                | Cameron Monaghan                         | |
| Shameless – Szégyentelenek (Shameless)                                            | Viasat 3, Viasat 6, HBO Max (Showtime) | 2011- 2021 | Kash                                                                         | Pej Vahdat                               | |
| Shameless – Szégyentelenek (Shameless)                                            | Viasat 3, Viasat 6, HBO Max (Showtime) | 2011- 2021 | Mickey Milkovich                                                             | Noel Fisher                              | |
| Shameless – Szégyentelenek (Shameless)                                            | Viasat 3, Viasat 6, HBO Max (Showtime) | 2011- 2021 | Monica Gallagher                                                             | Chloe Webb                               | |
| Shameless – Szégyentelenek (Shameless)                                            | Viasat 3, Viasat 6, HBO Max (Showtime) | 2011- 2021 | Roberta                                                                      | Carlease Burke                           | |
| Shameless – Szégyentelenek (Shameless)                                            | Viasat 3, Viasat 6, HBO Max (Showtime) | 2011- 2021 | Lloyd Lishman                                                                | Harry Hamlin                             | |
| Shameless – Szégyentelenek (Shameless)                                            | Viasat 3, Viasat 6, HBO Max (Showtime) | 2011- 2021 | Jill                                                                         | Jenna Elfman                             | |
| Shameless – Szégyentelenek (Shameless)                                            | Viasat 3, Viasat 6, HBO Max (Showtime) | 2011- 2021 | Ralph Wong                                                                   | Harrison Xu                              | Az amerikai álom – 3. évad 2. epizód. |
| Shameless – Szégyentelenek (Shameless)                                            | Viasat 3, Viasat 6, HBO Max (Showtime) | 2011- 2021 | Cassius                                                                      | Chris Butler                             | Meleg pár akik örökbe akarják fogadni Liamet |
| Shameless – Szégyentelenek (Shameless)                                            | Viasat 3, Viasat 6, HBO Max (Showtime) | 2011- 2021 | Lanier                                                                       | Mike Doyle                               | Meleg pár akik örökbe akarják fogadni Liamet |
| Shameless – Szégyentelenek (Shameless)                                            | Viasat 3, Viasat 6, HBO Max (Showtime) | 2011- 2021 | Hal                                                                          | Bill Brochtrup                           | |
| Shameless – Szégyentelenek (Shameless)                                            | Viasat 3, Viasat 6, HBO Max (Showtime) | 2011- 2021 | Abraham Paige                                                                | Bradley Whitford                         | |
| Shameless – Szégyentelenek (Shameless)                                            | Viasat 3, Viasat 6, HBO Max (Showtime) | 2011- 2021 | Scotty                                                                       | Lisa Long                                | |
| Shameless – Szégyentelenek (Shameless)                                            | Viasat 3, Viasat 6, HBO Max (Showtime) | 2011- 2021 | Jesus                                                                        | E.J. Bonilla                             | |
| Shameless – Szégyentelenek (Shameless)                                            | Viasat 3, Viasat 6, HBO Max (Showtime) | 2011- 2021 | Dutch                                                                        | Henry Monfries                           | |
| Shameless – Szégyentelenek (Shameless)                                            | Viasat 3, Viasat 6, HBO Max (Showtime) | 2011- 2021 | iskolai tanácsadó                                                            | Ron Butler                               | |
| Shameless – Szégyentelenek (Shameless)                                            | Viasat 3, Viasat 6, HBO Max (Showtime) | 2011- 2021 | Alan Kopchek                                                                 | Jonathan Schmock                         | 4. évad 2. epizód. |
| Shameless – Szégyentelenek (Shameless)                                            | Viasat 3, Viasat 6, HBO Max (Showtime) | 2011- 2021 | Bruce                                                                        | Michael Emery                            | 4. évad 5. epizód. |
| Shameless – Szégyentelenek (Shameless)                                            | Viasat 3, Viasat 6, HBO Max (Showtime) | 2011- 2021 | Scott                                                                        | Jayden Lund                              | 4. évad 7. epizód. |
| Shameless – Szégyentelenek (Shameless)                                            | Viasat 3, Viasat 6, HBO Max (Showtime) | 2011- 2021 | Mark                                                                         | Edward Edwards                           | 4. évad 7. epizód. |
| Shameless – Szégyentelenek (Shameless)                                            | Viasat 3, Viasat 6, HBO Max (Showtime) | 2011- 2021 | Howie                                                                        | Will Green                               | 4. évad 7. epizód. |
| Shameless – Szégyentelenek (Shameless)                                            | Viasat 3, Viasat 6, HBO Max (Showtime) | 2011- 2021 | Ryan                                                                         | Stephen Cone                             | 4. évad 8. epizód. |
| Shameless – Szégyentelenek (Shameless)                                            | Viasat 3, Viasat 6, HBO Max (Showtime) | 2011- 2021 | Gideon                                                                       | Adam Poss                                | 4. évad 8. epizód. |
| Shameless – Szégyentelenek (Shameless)                                            | Viasat 3, Viasat 6, HBO Max (Showtime) | 2011- 2021 | Edwards                                                                      | Jeff Griggs                              | 4. évad 9. epizód. |
| Shameless – Szégyentelenek (Shameless)                                            | Viasat 3, Viasat 6, HBO Max (Showtime) | 2011- 2021 | Polo                                                                         | Erick Lopez                              | 5. évad 1. epizód. |
| Shameless – Szégyentelenek (Shameless)                                            | Viasat 3, Viasat 6, HBO Max (Showtime) | 2011- 2021 | meleg srác                                                                   | Tarquin Wilding                          | 5. évad 1. epizód. |
| Shameless – Szégyentelenek (Shameless)                                            | Viasat 3, Viasat 6, HBO Max (Showtime) | 2011- 2021 | Twink                                                                        | Dean Li                                  | 5. évad 2. epizód. Ian haverjai. |
| Shameless – Szégyentelenek (Shameless)                                            | Viasat 3, Viasat 6, HBO Max (Showtime) | 2011- 2021 | a tűzoltó                                                                    | Kyle Mattocks                            | 5. évad 2. epizód. Ian haverjai. |
| Shameless – Szégyentelenek (Shameless)                                            | Viasat 3, Viasat 6, HBO Max (Showtime) | 2011- 2021 | Lisa                                                                         | Jenica Bergere                           | Gallagherek szomszédságába költöző leszbikus házaspár 5. évad 3. epizód. |
| Shameless – Szégyentelenek (Shameless)                                            | Viasat 3, Viasat 6, HBO Max (Showtime) | 2011- 2021 | Lisa                                                                         | Lily Holleman                            | Gallagherek szomszédságába költöző leszbikus házaspár 5. évad 3. epizód. |
| Shameless – Szégyentelenek (Shameless)                                            | Viasat 3, Viasat 6, HBO Max (Showtime) | 2011- 2021 | Brad                                                                         | Daniel Booko                             | 5. évad 5. epizód és 6. évad 12. epizód. |
| Shameless – Szégyentelenek (Shameless)                                            | Viasat 3, Viasat 6, HBO Max (Showtime) | 2011- 2021 | Neil                                                                         | Alan Blumenfeld                          | 5. évad 5. epizód. |
| Shameless – Szégyentelenek (Shameless)                                            | Viasat 3, Viasat 6, HBO Max (Showtime) | 2011- 2021 | Jason                                                                        | Andrew Asper                             | 6. évad 3-5. epizód. |
| Shameless – Szégyentelenek (Shameless)                                            | Viasat 3, Viasat 6, HBO Max (Showtime) | 2011- 2021 | Caleb                                                                        | Jeff Pierre                              | 6-7. évad. |
| Shameless – Szégyentelenek (Shameless)                                            | Viasat 3, Viasat 6, HBO Max (Showtime) | 2011- 2021 | Gregory                                                                      | Derek Ray                                | 6. évad 8. epizód. |
| Shameless – Szégyentelenek (Shameless)                                            | Viasat 3, Viasat 6, HBO Max (Showtime) | 2011- 2021 | Sandy Milkovich                                                              | Elise Eberle                             | |
| Shameless – Szégyentelenek (Shameless)                                            | Viasat 3, Viasat 6, HBO Max (Showtime) | 2011- 2021 | Trevor                                                                       | Elliot Fletcher                          | Egy fiatal aktivista queer transz srác, aki kapcsolatot kezd Iannel. – 7. és 8. évad. |
| Shameless – Szégyentelenek (Shameless)                                            | Viasat 3, Viasat 6, HBO Max (Showtime) | 2011- 2021 | Bonnie                                                                       | Allison Bills                            | Trevor csapata az LMBTQ Központból. – 7. évad 4. epizód. |
| Shameless – Szégyentelenek (Shameless)                                            | Viasat 3, Viasat 6, HBO Max (Showtime) | 2011- 2021 | Emerson                                                                      | Rod Keller                               | Trevor csapata az LMBTQ Központból. – 7. évad 4. epizód. |
| Shameless – Szégyentelenek (Shameless)                                            | Viasat 3, Viasat 6, HBO Max (Showtime) | 2011- 2021 | DX                                                                           | Courtney McCullough                      | Trevor csapata az LMBTQ Központból. – 7. évad 4. epizód. |
| Shameless – Szégyentelenek (Shameless)                                            | Viasat 3, Viasat 6, HBO Max (Showtime) | 2011- 2021 | Nyuszi                                                                       | Ser Anzoategui                           | Trevor csapata az LMBTQ Központból. – 7. évad 4. epizód. |
| Shameless – Szégyentelenek (Shameless)                                            | Viasat 3, Viasat 6, HBO Max (Showtime) | 2011- 2021 | pultos                                                                       | Wilson Cruz                              | 7. évad 11. epizód. |
| Shameless – Szégyentelenek (Shameless)                                            | Viasat 3, Viasat 6, HBO Max (Showtime) | 2011- 2021 | Jamie                                                                        | Martin Martinez                          | 8. évad 1. és 8. epizód. |
| Shameless – Szégyentelenek (Shameless)                                            | Viasat 3, Viasat 6, HBO Max (Showtime) | 2011- 2021 | Robert                                                                       | Jimmie Stafford                          | 8. évad 2. epizód. |
| Shameless – Szégyentelenek (Shameless)                                            | Viasat 3, Viasat 6, HBO Max (Showtime) | 2011- 2021 | Courtney                                                                     | Steve Bethers                            | 8. évad 2. epizód. |
| Shameless – Szégyentelenek (Shameless)                                            | Viasat 3, Viasat 6, HBO Max (Showtime) | 2011- 2021 | Nessa                                                                        | Jessica Szohr                            | |
| Shameless – Szégyentelenek (Shameless)                                            | Viasat 3, Viasat 6, HBO Max (Showtime) | 2011- 2021 | Mel                                                                          | Perry Mattfeld                           | |
| Shameless – Szégyentelenek (Shameless)                                            | Viasat 3, Viasat 6, HBO Max (Showtime) | 2011- 2021 | Quinton Fleet                                                                | Paul Cassell                             | 8. évad 5. epizód. |
| Shameless – Szégyentelenek (Shameless)                                            | Viasat 3, Viasat 6, HBO Max (Showtime) | 2011- 2021 | Kevin partnere                                                               | Chris Prascus                            | 8. évad 6. epizód. |
| Shameless – Szégyentelenek (Shameless)                                            | Viasat 3, Viasat 6, HBO Max (Showtime) | 2011- 2021 | Barb                                                                         | Lea DeLaria                              | |
| Shameless – Szégyentelenek (Shameless)                                            | Viasat 3, Viasat 6, HBO Max (Showtime) | 2011- 2021 | Tammy                                                                        | Tess Aubert                              | 8. évad 8. epizód. |
| Shameless – Szégyentelenek (Shameless)                                            | Viasat 3, Viasat 6, HBO Max (Showtime) | 2011- 2021 | Lewis                                                                        | Kevin Thomas Mitchell                    | 8. évad 8. epizód. |
| Shameless – Szégyentelenek (Shameless)                                            | Viasat 3, Viasat 6, HBO Max (Showtime) | 2011- 2021 | Nina                                                                         | Nadja Alaya                              | 8. évad 9. epizód. |
| Shameless – Szégyentelenek (Shameless)                                            | Viasat 3, Viasat 6, HBO Max (Showtime) | 2011- 2021 | Mei Ling                                                                     | Taira Soo                                | 8. évad 9. epizód. |
| Shameless – Szégyentelenek (Shameless)                                            | Viasat 3, Viasat 6, HBO Max (Showtime) | 2011- 2021 | Natasha                                                                      | Brie Carter                              | 8. évad 9. epizód. |
| Shameless – Szégyentelenek (Shameless)                                            | Viasat 3, Viasat 6, HBO Max (Showtime) | 2011- 2021 | Indio                                                                        | Jeremy A. Lopez                          | 8. évad 9. epizód. |
| Shameless – Szégyentelenek (Shameless)                                            | Viasat 3, Viasat 6, HBO Max (Showtime) | 2011- 2021 | Les                                                                          | Nick Carson                              | 8. évad 9. epizód. |
| Shameless – Szégyentelenek (Shameless)                                            | Viasat 3, Viasat 6, HBO Max (Showtime) | 2011- 2021 | Alice                                                                        | Alison Livas                             | 8. évad 10. epizód. |
| Shameless – Szégyentelenek (Shameless)                                            | Viasat 3, Viasat 6, HBO Max (Showtime) | 2011- 2021 | Blake                                                                        | Jack Essner                              | 8. évad 11. epizód. |
| Shameless – Szégyentelenek (Shameless)                                            | Viasat 3, Viasat 6, HBO Max (Showtime) | 2011- 2021 | Bic                                                                          | Michael Armstead                         | 8. évad 11-12. epizód. |
| Shameless – Szégyentelenek (Shameless)                                            | Viasat 3, Viasat 6, HBO Max (Showtime) | 2011- 2021 | Richard                                                                      | Jason Jin                                | 9. évad 1. epizód. |
| Shameless – Szégyentelenek (Shameless)                                            | Viasat 3, Viasat 6, HBO Max (Showtime) | 2011- 2021 | Len Martini                                                                  | Maximilian Osinski                       | 9. évad 1. epizód. |
| Shameless – Szégyentelenek (Shameless)                                            | Viasat 3, Viasat 6, HBO Max (Showtime) | 2011- 2021 | Leo                                                                          | Dino Petrera                             | 9. évad 1-2. epizód. |
| Shameless – Szégyentelenek (Shameless)                                            | Viasat 3, Viasat 6, HBO Max (Showtime) | 2011- 2021 | Alex(andra)                                                                  | Ashley Romans                            | 9. évad. |
| Shameless – Szégyentelenek (Shameless)                                            | Viasat 3, Viasat 6, HBO Max (Showtime) | 2011- 2021 | Charlie Miller                                                               | Tommy Clifford-Carlos                    | 10. évad 1. epizód. |
| Shameless – Szégyentelenek (Shameless)                                            | Viasat 3, Viasat 6, HBO Max (Showtime) | 2011- 2021 | Claudia Nicolo                                                               | Constance Zimmer                         | 10. évad 7-11. epizód. |
| Shameless – Szégyentelenek (Shameless)                                            | Viasat 3, Viasat 6, HBO Max (Showtime) | 2011- 2021 | Byron Koch                                                                   | Adam Farabee                             | 10. évad 9-10. epizód. |
| Shameless – Szégyentelenek (Shameless)                                            | Viasat 3, Viasat 6, HBO Max (Showtime) | 2011- 2021 | Cole                                                                         | Chester Lockhart                         | 10. évad 10. epizód. |
| Shameless – Szégyentelenek (Shameless)                                            | Viasat 3, Viasat 6, HBO Max (Showtime) | 2011- 2021 | Haley                                                                        | Mary Cruz                                | 11. évad 6. epizód. |
| Shameless – Szégyentelenek (Shameless)                                            | Viasat 3, Viasat 6, HBO Max (Showtime) | 2011- 2021 | Tim                                                                          | Michael Sasaki                           | 11. évad 7. epizód. |
| Shameless – Szégyentelenek (Shameless)                                            | Viasat 3, Viasat 6, HBO Max (Showtime) | 2011- 2021 | Brendan                                                                      | Brian Dare                               | 11. évad 7. epizód. |
| Shameless – Szégyentelenek (Shameless)                                            | Viasat 3, Viasat 6, HBO Max (Showtime) | 2011- 2021 | Jared                                                                        | Michael Galante                          | 11. évad 8. epizód. |
| Shannara – A jövő krónikája (The Shannara Chronicles)                             | Viasat 3 (Spike)                       | 2016-      | Eretria                                                                      | Ivana Baquero                            | |
| Shannara – A jövő krónikája (The Shannara Chronicles)                             | Viasat 3 (Spike)                       | 2016-      | Lyria                                                                        | Vanessa Morgan                           | |
| Shark – Törvényszéki ragadozó (Shark)                                             | TV2 (CBS)                              | 2006- 2008 | Cat Crosby                                                                   | Caitlin Wachs                            | Szerelmi háromszög – 1. évad 8. epizód. Cat és Erica leszbikusok |
| Shark – Törvényszéki ragadozó (Shark)                                             | TV2 (CBS)                              | 2006- 2008 | Erica Hartford                                                               | MyCale Guyton                            | Szerelmi háromszög – 1. évad 8. epizód. Cat és Erica leszbikusok |
| Shark – Törvényszéki ragadozó (Shark)                                             | TV2 (CBS)                              | 2006- 2008 | Andrew Bennett bíró                                                          | Tim Matheson                             | Bíró-bírálat – 1. évad 15. epizód. |
| Shark – Törvényszéki ragadozó (Shark)                                             | TV2 (CBS)                              | 2006- 2008 | Rob Demato                                                                   | Rick Peters                              | Bíró-bírálat – 1. évad 15. epizód. |
| Shark – Törvényszéki ragadozó (Shark)                                             | TV2 (CBS)                              | 2006- 2008 | Louis Menashi                                                                | Philip Anthony-Rodriguez                 | A szökés hatalma – 2. évad 7. epizód |
| Sherlock (Sherlock)                                                               | M1 (BBC)                               | 2010-      | Gary                                                                         | Gordon Kennedy                           | A sátán kutyái – 2. évad 2. epizód. |
| Sherlock (Sherlock)                                                               | M1 (BBC)                               | 2010-      | Billy                                                                        | Kevin Trainor                            | A sátán kutyái – 2. évad 2. epizód. |
| Simlis spinék (Faking It)                                                         | MTV (MTV)                              | 2004- 2016 | Amy Raudenfeld                                                               | Rita Volk                                | |
| Simlis spinék (Faking It)                                                         | MTV (MTV)                              | 2004- 2016 | Shane Harvey                                                                 | Michael J. Willett                       | |
| Simlis spinék (Faking It)                                                         | MTV (MTV)                              | 2004- 2016 | Reagan                                                                       | Yvette Monreal                           | Amy barátnője |
| Simlis spinék (Faking It)                                                         | MTV (MTV)                              | 2004- 2016 | Duke Lewis Jr.                                                               | Skyler Maxon                             | Shane edzője, majd barátja |
| Simlis spinék (Faking It)                                                         | MTV (MTV)                              | 2004- 2016 | Pablo                                                                        | Anthony Palacios                         | Shane barátja |
| Simlis spinék (Faking It)                                                         | MTV (MTV)                              | 2004- 2016 | Victor                                                                       | Austin Lyon                              | 2. évad 7. epizód |
| A Simpson család (The Simpsons)                                                   | Viasat 3 (FOX)                         | 1989-      | Waylon Smithers Bouvier testvérek                                            | Harry Shearer (hang) Julie Kavner (hang) | |
| Sírhant művek (Six Feet Under)                                                    | HBO                                    | 2001- 2005 | David Fisher Keith Charles                                                   | Michael C. Hall Mathew St. Patrick       | A három főszereplő testvér egyike (David) meleg párkapcsolatban él |
| Skins (Skins)                                                                     | Cool (E4)                              | 2007-      | Tony Stonem                                                                  | Nicholas Hoult                           | Tony biszexuális. |
| Skins (Skins)                                                                     | Cool (E4)                              | 2007-      | Maxxie Oliver                                                                | Mitch Hewer                              | Maxxie meleg, James a 2. évad közepétől a barátja. |
| Skins (Skins)                                                                     | Cool (E4)                              | 2007-      | James                                                                        | Sean Verey                               | Maxxie meleg, James a 2. évad közepétől a barátja. |
| Skins (Skins)                                                                     | Cool (E4)                              | 2007-      | Del                                                                          | Greg Shewring                            | Tony és Maxxie – 2. évad 1. epizód. |
| Skins (Skins)                                                                     | Cool (E4)                              | 2007-      | Lachlan                                                                      | Graeme Rooney                            | Mindketten a 2. évad 1. és 3. epizódjában tűnnek fel. |
| Skins (Skins)                                                                     | Cool (E4)                              | 2007-      | Rory/Ruiri                                                                   | Alan McEndrick                           | Mindketten a 2. évad 1. és 3. epizódjában tűnnek fel. |
| South Park                                                                        | HBO, Viasat 3 (Comedy Central)         | 1997-      | Big Gay Al Mr. Stotch Mr./Ms. Garrison Mr. Slave Sátán Chris Szaddám Huszein | Trey Parker (hang)                       | Big Gay Al és Mr. Slave melegek és házasok. Mr. Stotch, (Butters papája) biszexuális. Mr. Garrison a 8. sorozatig meleg volt, akkor azonban nemváltoztató műtéten esetett át. A sorozat szerint a Sátán homoszexuális, a pokolban két szeretője van: Szaddám Huszein és egy Chris nevű átlagember. |
| Sötét árvák Orphan Black                                                          | RTL Spike (Space, BBC America)         | 2013-      | Felix Dawkins                                                                | Jordan Gavaris                           | |
| Spartacus – Az aréna istenei (Spartacus – Gods of the Arena)                      | HBO (Starz)                            | 2011       | Lucretia                                                                     | Lucy Lawless                             | Kapcsolatuk több puszta barátságnál, Lucretia férjét, Batiatust is bevonja „játékukba”. |
| Spartacus – Az aréna istenei (Spartacus – Gods of the Arena)                      | HBO (Starz)                            | 2011       | Gaia                                                                         | Jaime Murray                             | Kapcsolatuk több puszta barátságnál, Lucretia férjét, Batiatust is bevonja „játékukba”. |
| Spartacus – Az aréna istenei (Spartacus – Gods of the Arena)                      | HBO (Starz)                            | 2011       | Barca                                                                        | Antonio Te Maioha                        | |
| Spartacus – Az aréna istenei (Spartacus – Gods of the Arena)                      | HBO (Starz)                            | 2011       | Auctus                                                                       | Josef Brown                              | |
| Spartacus – Az aréna istenei (Spartacus – Gods of the Arena)                      | HBO (Starz)                            | 2011       | Quintilius Varis                                                             | Peter Feeney                             | |
| Spartacus – Az aréna istenei (Spartacus – Gods of the Arena)                      | HBO (Starz)                            | 2011       | Cossutius                                                                    | Jason Hood                               | |
| Spartacus – Vér és homok (Spartacus – Blood and Sand)                             | HBO, Viasat 6, Viasat 3 (Starz)        | 2010- 2013 | Barca                                                                        | Antonio Te Maioha                        | |
| Spartacus – Vér és homok (Spartacus – Blood and Sand)                             | HBO, Viasat 6, Viasat 3 (Starz)        | 2010- 2013 | Pietros                                                                      | Eka Darville                             | |
| Spartacus – Vér és homok (Spartacus – Blood and Sand)                             | HBO, Viasat 6, Viasat 3 (Starz)        | 2010- 2013 | Agron                                                                        | Daniel Feuerriegel                       | |
| Spartacus – Vér és homok (Spartacus – Blood and Sand)                             | HBO, Viasat 6, Viasat 3 (Starz)        | 2010- 2013 | Nasir                                                                        | Pana Hema Taylor                         | |
| Spartacus – Vér és homok (Spartacus – Blood and Sand)                             | HBO, Viasat 6, Viasat 3 (Starz)        | 2010- 2013 | Cossutius                                                                    | Jason Hood                               | |
| Spartacus – Vér és homok (Spartacus – Blood and Sand)                             | HBO, Viasat 6, Viasat 3 (Starz)        | 2010- 2013 | Castus                                                                       | Blessing Mokgohloa                       | |
| Spencer (All American)                                                            | HBO, HBO Max (The CW)                  | 2018-      | Tamia ’Coop’ Cooper                                                          | Bre-Z                                    | |
| Spencer (All American)                                                            | HBO, HBO Max (The CW)                  | 2018-      | Patience                                                                     | Chelsea Tavares                          | |
| Spencer (All American)                                                            | HBO, HBO Max (The CW)                  | 2018-      | Luna                                                                         | Kourtney Bell                            | Patience korábbi barátnője. 2. évad 10. epizód. |
| Spencer (All American)                                                            | HBO, HBO Max (The CW)                  | 2018-      | Raj                                                                          | Jack Arken                               | 4. évad 14. epizód. |
| Spencer (All American)                                                            | HBO, HBO Max (The CW)                  | 2018-      | Davita                                                                       | Brittany Marie Batchelder                | 4-5. évad 4 epizódjában |
| Spencer (All American)                                                            | HBO, HBO Max (The CW)                  | 2018-      | Skye                                                                         | Madison Shamoun                          | 4-5. évadban |
| Spencer – Hazatérés (All American – Homecoming)                                   | HBO Max (The CW)                       | 2022-      | Nathaniel Hardin                                                             | Rhoyle Ivy King                          | |
| Snowpiercer – Túlélők viadala (Snowpiercer)                                       | Netflix (Netflix)                      | 2020-      | Bess Till csendőr                                                            | Mickey Sumner                            | |
| Snowpiercer – Túlélők viadala (Snowpiercer)                                       | Netflix (Netflix)                      | 2020-      | Jinju Seong                                                                  | Susan Park                               | |

### Sz
| Cím (Eredeti cím)                            | Tévécsatorna (Gyártó csatorna) | Év         | Szereplő neve          | Színész                | Megjegyzés |
| -------------------------------------------- | ------------------------------ | ---------- | ---------------------- | ---------------------- | --- |
| A szent család (Sagrada familia)             | Netflix (Netflix)              | 2022- 2023 | Abel                   | Iván Pellicer          | |
| A szent család (Sagrada familia)             | Netflix (Netflix)              | 2022- 2023 | Germán                 | Álex García            | |
| A szent család (Sagrada familia)             | Netflix (Netflix)              | 2022- 2023 | Manu                   | Daniel Grao            | |
| A szenvedélyek lángjai (Pasión de gavilanes) | M1 (Telemundo, Caracol TV)     | 2003- 2004 | Leandro Santos         | Sebastian Boscán       | |
| Szerelem vagy kötelesség (Young Royals)      | Netflix (Netflix)              | 2021- 2024 | Wilhelm                | Edvin Ryding           | |
| Szerelem vagy kötelesség (Young Royals)      | Netflix (Netflix)              | 2021- 2024 | Simon                  | Omar Rudberg           | |
| Szerelem vagy kötelesség (Young Royals)      | Netflix (Netflix)              | 2021- 2024 | Marcus                 | Tommy Wättring         | |
| Szerelem vagy kötelesség (Young Royals)      | Netflix (Netflix)              | 2021- 2024 | Nils                   | Samuel Astor           | |
| Szerelem vagy kötelesség (Young Royals)      | Netflix (Netflix)              | 2021- 2024 | Rosh                   | Beri Gerwise           | |
| Szerelem vagy kötelesség (Young Royals)      | Netflix (Netflix)              | 2021- 2024 | Stella                 | Felicia Truedsson      | |
| Szexbajok (Follow de SOA)                    | RTL+ (RTL Nederland)           | 2021-      | Rune                   | Hanneke van der Paardt | |
| Szexbajok (Follow de SOA)                    | RTL+ (RTL Nederland)           | 2021-      | Majamei                | Shary-an Nivillac      | |
| Szexoktatás (Sex Education)                  | Netflix (Netflix)              | 2019- 2023 | Eric Effiong           | Ncuti Gatwa            | |
| Szexoktatás (Sex Education)                  | Netflix (Netflix)              | 2019- 2023 | Anwar                  | Chaneil Kular          | |
| Szexoktatás (Sex Education)                  | Netflix (Netflix)              | 2019- 2023 | Adam Groff             | Connor Swindells       | A 2. évad 6. epizódjában Eric-nek bevallja, hogy biszexuális.                                                                   |
| Szexoktatás (Sex Education)                  | Netflix (Netflix)              | 2019- 2023 | Rahim                  | Sami Outalbali         | Francia cserediák. |
| Szexoktatás (Sex Education)                  | Netflix (Netflix)              | 2019- 2023 | Tanya                  | Alice Hewkin           | Tanya és Ruthie közösen élik meg leszbikusságukat.                                                                              |
| Szexoktatás (Sex Education)                  | Netflix (Netflix)              | 2019- 2023 | Ruthie                 | Lily Newmark           | Tanya és Ruthie közösen élik meg leszbikusságukat.                                                                              |
| Szexoktatás (Sex Education)                  | Netflix (Netflix)              | 2019- 2023 | Sofia Marchetti        | Hannah Waddingham      | Az iskola úszóbajnokának és diákelnökének, Jackson Marchettinek leszbikus szülei.                                               |
| Szexoktatás (Sex Education)                  | Netflix (Netflix)              | 2019- 2023 | Roz Marchetti          | Sharon Duncan-Brewster | Az iskola úszóbajnokának és diákelnökének, Jackson Marchettinek leszbikus szülei.                                               |
| Szexoktatás (Sex Education)                  | Netflix (Netflix)              | 2019- 2023 | Eli                    | Jack Bandeira          | 2. évad 2. epizód – A katonai akadémia kadétjai, akik kirugatják Adam Groffot a suliból, hogy közös „meleg titkukat” leplezzék. |
| Szexoktatás (Sex Education)                  | Netflix (Netflix)              | 2019- 2023 | Luke                   | Spike Leighton         | 2. évad 2. epizód – A katonai akadémia kadétjai, akik kirugatják Adam Groffot a suliból, hogy közös „meleg titkukat” leplezzék. |
| Szexoktatás (Sex Education)                  | Netflix (Netflix)              | 2019- 2023 | Nick                   | Tom Atkinson           | Anwar barátja a 2. évad 6. epizódjában.                                                                                         |
| Szexoktatás (Sex Education)                  | Netflix (Netflix)              | 2019- 2023 | Sarah ′O′ Owens        | Thaddea Graham         | aszexuális |
| Szexoktatás (Sex Education)                  | Netflix (Netflix)              | 2019- 2023 | Aisha                  | Alexandra James        | |
| Szexoktatás (Sex Education)                  | Netflix (Netflix)              | 2019- 2023 | Abbi                   | Anthony Lexa           | |
| Szexoktatás (Sex Education)                  | Netflix (Netflix)              | 2019- 2023 | Roman                  | Felix Mufti            | |
| Szexoktatás (Sex Education)                  | Netflix (Netflix)              | 2019- 2023 | Tyrone                 | Imani Yahshua          | |
| Szexoktatás (Sex Education)                  | Netflix (Netflix)              | 2019- 2023 | Adedeyo                | Shak Benjamin          | |
| Szexoktatás (Sex Education)                  | Netflix (Netflix)              | 2019- 2023 | PK                     | Juliette Alexandra     | |
| Szívtipró gimi (Heartbreak High)             | Netflix (Netflix)              | 2022- 2024 | Darren Rivers          | James Majoos           | Egy fiatal queer. |
| Szívtipró gimi (Heartbreak High)             | Netflix (Netflix)              | 2022- 2024 | Suska                  | Will McDonald          | |
| Szívtipró gimi (Heartbreak High)             | Netflix (Netflix)              | 2022- 2024 | Quinni Gallagher-Jones | Chloe Hayden           | |
| Szívtipró gimi (Heartbreak High)             | Netflix (Netflix)              | 2022- 2024 | Sasha So               | Gemma Chua-Tran        | |
| Szívtipró gimi (Heartbreak High)             | Netflix (Netflix)              | 2022- 2024 | Dusty Reid             | Josh Heuston           | biszexuális |
| Szívtipró gimi (Heartbreak High)             | Netflix (Netflix)              | 2022- 2024 | Missy Beckett          | Sherry-Lee Watson      | |
| Szívtipró gimi (Heartbreak High)             | Netflix (Netflix)              | 2022- 2024 | Jacob                  | Shaye Hutchings        | 1. évad 1. és 4. epizód. |
| Született feleségek (Desperate Housewives)   | TV2 (ABC)                      | 2004- 2012 | Andrew Van De Kamp     | Shawn Pyfrom           | Andrew szülei elleni bosszúból melegnek állítja be magát, ám később bevallja, hogy valójában biszexuális.                       |
| Született feleségek (Desperate Housewives)   | TV2 (ABC)                      | 2004- 2012 | Justin                 | Ryan Carnes            | Justin Andrew meleg barátja. |
| Született feleségek (Desperate Housewives)   | TV2 (ABC)                      | 2004- 2012 | Jonathan Lithgow       | John Newton            | |
| Született feleségek (Desperate Housewives)   | TV2 (ABC)                      | 2004- 2012 | Peter McMillan         | Lee Tergesen           | Peter Andrew anyjának biszexuális barátja.                                                                                      |
| Született feleségek (Desperate Housewives)   | TV2 (ABC)                      | 2004- 2012 | Lee McDermott          | Kevin Rahm             | |
| Született feleségek (Desperate Housewives)   | TV2 (ABC)                      | 2004- 2012 | Bob Hunter             | Tuc Watkins            | |
| Született feleségek (Desperate Housewives)   | TV2 (ABC)                      | 2004- 2012 | Dr. Alex Cominis       | Todd Grinnell          | |
| Született feleségek (Desperate Housewives)   | TV2 (ABC)                      | 2004- 2012 | Jessie                 | Swoosie Kurtz          | Susan főnökasszonya |

### T
| Cím (Eredeti cím)                             | Tévécsatorna (Gyártó csatorna)     | Év         | Szereplő neve              | Színész                        | Megjegyzés                                         |
| --------------------------------------------- | ---------------------------------- | ---------- | -------------------------- | ------------------------------ | -------------------------------------------------- |
| Táncakadémia (Dance Academy)                  | M2 (ABC1, ABC3, ZDF)               | 2010- 2013 | Samuel Lieberman           | Tom Green                      |                                                    |
| Táncakadémia (Dance Academy)                  | M2 (ABC1, ABC3, ZDF)               | 2010- 2013 | Ollie                      | Keiynan Lonsdale               |                                                    |
| A Társadalom (The Society)                    | Netflix (Netflix)                  | 2019       | Sam Eliot                  | Sean Berdy                     |                                                    |
| A Társadalom (The Society)                    | Netflix (Netflix)                  | 2019       | Grizz                      | Jack Mulhern                   |                                                    |
| Te szent ég! (Um Himmels Willen)              | Izaura TV (Das Erste)              | 2002-      | Gerhard Scharf             | Dieter Landuris                | Rómeó és Rómeó – 10. évad 8. epizód                |
| Te szent ég! (Um Himmels Willen)              | Izaura TV (Das Erste)              | 2002-      | Günther Reichert           | Manfred-Anton Algrang          | Rómeó és Rómeó – 10. évad 8. epizód                |
| Te szent ég! (Um Himmels Willen)              | Izaura TV (Das Erste)              | 2002-      | Martin Brinkmann lelkész   | Tillbert Strahl                | Egyszerűen szeretet – 14. évad 12. epizód          |
| Te szent ég! (Um Himmels Willen)              | Izaura TV (Das Erste)              | 2002-      | Daniel Kemper              | Sebastian Gerold               | Egyszerűen szeretet – 14. évad 12. epizód          |
| Teen Wolf – Farkasbőrben (Teen Wolf)          | AXN (MTV)                          | 2011- 2017 | Danny                      | Keahu Kahuanui                 |                                                    |
| Terepen (Southland)                           | Viasat 3 (TNT)                     | 2009- 2013 | Mike                       | Adam Hicks                     | Örökség – 4. évad 5. epizód                        |
| Testek (Bodies)                               | Netflix (Netflix)                  | 2023       | Alfred Hillinghead         | Kyle Soller                    |                                                    |
| Testek (Bodies)                               | Netflix (Netflix)                  | 2023       | Henry Ashe                 | George Parker                  |                                                    |
| Testvérek (Brothers & Sisters)                | Viasat 3, Universal Channel (ABC)  | 2006- 2011 | Kevin Walker               | Matthew Rhys                   |                                                    |
| Testvérek (Brothers & Sisters)                | Viasat 3, Universal Channel (ABC)  | 2006- 2011 | 14 éves Kevin Walker       | Kasey Campbell                 | Múltba nézve (1-2. rész) – 4. évad 18-19. epizód   |
| Testvérek (Brothers & Sisters)                | Viasat 3, Universal Channel (ABC)  | 2006- 2011 | Scotty Wandell             | Luke MacFarlane                |                                                    |
| Testvérek (Brothers & Sisters)                | Viasat 3, Universal Channel (ABC)  | 2006- 2011 | Saul Holden                | Ron Rifkin                     |                                                    |
| Testvérek (Brothers & Sisters)                | Viasat 3, Universal Channel (ABC)  | 2006- 2011 | Randy Stewart              | Ryan Eggold                    | Családi portré – 1. évad 4. epizód.                |
| Testvérek (Brothers & Sisters)                | Viasat 3, Universal Channel (ABC)  | 2006- 2011 | Lawrence Magill            | Robert Morris                  | A nemek harca – 1. évad 12. epizód.                |
| Testvérek (Brothers & Sisters)                | Viasat 3, Universal Channel (ABC)  | 2006- 2011 | Chad Barry                 | Jason Lewis                    | Az 1. évad 12-18. epizódban.                       |
| Testvérek (Brothers & Sisters)                | Viasat 3, Universal Channel (ABC)  | 2006- 2011 | Jason McCallister          | Eric Winter                    |                                                    |
| Testvérek (Brothers & Sisters)                | Viasat 3, Universal Channel (ABC)  | 2006- 2011 | Donna Jones                | Kim Murphy                     | A játszma – 1. évad 19. epizód.                    |
| Testvérek (Brothers & Sisters)                | Viasat 3, Universal Channel (ABC)  | 2006- 2011 | Milo Peterman              | Michael Nouri                  | 1. évad 23. epizód, 2. évad 1, 4. epizód.          |
| Testvérek (Brothers & Sisters)                | Viasat 3, Universal Channel (ABC)  | 2006- 2011 | Marvin Kruger              | Karl Christian                 | A pasadenai előválasztás – 4. évad 14. epizód.     |
| Testvérek (Brothers & Sisters)                | Viasat 3, Universal Channel (ABC)  | 2006- 2011 | tinédzser Aaron            | Tyler Neitzel                  | Múltba nézve (1. rész) – 4. évad 18. epizód        |
| Testvérek (Brothers & Sisters)                | Viasat 3, Universal Channel (ABC)  | 2006- 2011 | Aaron                      | Christopher Thornton           | Múltba nézve (2. rész) – 4. évad 19. epizód        |
| Testvérek (Brothers & Sisters)                | Viasat 3, Universal Channel (ABC)  | 2006- 2011 | Charlie                    | Stephen Collins                | 5. évad 4. epizód                                  |
| Testvérek (Brothers & Sisters)                | Viasat 3, Universal Channel (ABC)  | 2006- 2011 | Marcus                     | Christopher J. Hanke           | Az ideális férj – 5. évad 6. epizód                |
| Testvérek (Brothers & Sisters)                | Viasat 3, Universal Channel (ABC)  | 2006- 2011 | Jonathan Byrold            | Richard Chamberlain            | Hideg sült – 5. évad 10. epizód                    |
| Tetthely – Münster (Tatort)                   | WDR (Galaxy4)                      | 2002-      | Maik Koslowski             | Matthias Zera                  | Ritmus és szerelem – 1. évad 1166. epizód          |
| Tetthely – Münster (Tatort)                   | WDR (Galaxy4)                      | 2002-      | Johannes Hagen             | August Wittgenstein            | Ritmus és szerelem – 1. évad 1166. epizód          |
| Tetthely – Münster (Tatort)                   | WDR (Galaxy4)                      | 2002-      | Mirko Schrader             | Björn Meyer                    |                                                    |
| Tilos a szerelem (Renai Batoru Rowaiyaru)     | Netflix (Netflix)                  | 2024       | Fudzsino Szava             | Akita Siori                    |                                                    |
| Tilos a szerelem (Renai Batoru Rowaiyaru)     | Netflix (Netflix)                  | 2024       | Icsinosze Ruka             | Honda Kjója                    |                                                    |
| Tilos a szerelem (Renai Batoru Rowaiyaru)     | Netflix (Netflix)                  | 2024       | Nasiki Juma                | Nakajama Sóki                  |                                                    |
| Tiszta Hawaii (North Shore)                   | RTL Klub (FOX)                     | 2004- 2005 | Erika Charlene Fitz        | Marika Dominczyk Krista Kalmus |                                                    |
| Tizenegyes állomás (Station Eleven)           | HBO Max (Max)                      | 2021- 2022 | Clark Thompson             | David Wilmot                   |                                                    |
| Tizenegyes állomás (Station Eleven)           | HBO Max (Max)                      | 2021- 2022 | Tim                        | Matthew Amador                 |                                                    |
| Tizenegyes állomás (Station Eleven)           | HBO Max (Max)                      | 2021- 2022 | Miles                      | Milton Barnes                  |                                                    |
| Tizenegyes állomás (Station Eleven)           | HBO Max (Max)                      | 2021- 2022 | szobapincér                | Danya Chichagov                | 1. évad 8. epizód                                  |
| A tökéletes pár (The Perfect Couple)          | Netflix (Netflix)                  | 2024       | Brad                       | Troy Iwata                     |                                                    |
| Töréspont (Respira)                           | Netflix (Netflix)                  | 2024       | Enrique ’Quique’ Román     | Xoán Fórneas                   |                                                    |
| Töréspont (Respira)                           | Netflix (Netflix)                  | 2024       | Óscar Amaro                | Rafa Verdugo                   |                                                    |
| Töréspont (Respira)                           | Netflix (Netflix)                  | 2024       | May                        | Marwa Bakhat                   |                                                    |
| Töréspont (Respira)                           | Netflix (Netflix)                  | 2024       | Rocío Fuster               | Macarena de Rueda              |                                                    |
| True Blood – Inni és élni hagyni (True Blood) | HBO, AXN (HBO)                     | 2008- 2014 |                            |                                |                                                    |
| Trónok harca (Game of Thrones)                | HBO (HBO)                          | 2011- 2019 | Lord Renly Baratheon       | Gethin Anthony                 |                                                    |
| Trónok harca (Game of Thrones)                | HBO (HBO)                          | 2011- 2019 | Loras Tyrell, a Viráglovag | Finn Jones                     |                                                    |
| Trónok harca (Game of Thrones)                | HBO (HBO)                          | 2011- 2019 | Olyvar                     | Will Tudor                     |                                                    |
| Trónok harca (Game of Thrones)                | HBO (HBO)                          | 2011- 2019 | Oberyn Martell             | Pedro Pascal                   |                                                    |
| Trónok harca (Game of Thrones)                | HBO (HBO)                          | 2011- 2019 | Homok Ellaria              | Indira Varma                   |                                                    |
| Tudorok (The Tudors)                          | HBO, M1 (TV3, Showtime, BBC2, CBC) | 2007- 2010 | Sir William Compton        | Kris Holden-Ried               |                                                    |
| Tudorok (The Tudors)                          | HBO, M1 (TV3, Showtime, BBC2, CBC) | 2007- 2010 | Thomas Tallis              | Joe Van Moyland                |                                                    |
| Tudorok (The Tudors)                          | HBO, M1 (TV3, Showtime, BBC2, CBC) | 2007- 2010 | George Boleyn              | Padraic Delaney                |                                                    |
| Tudorok (The Tudors)                          | HBO, M1 (TV3, Showtime, BBC2, CBC) | 2007- 2010 | Mark Smeaton               | David Alpay                    |                                                    |
| Túloldal (Beyond)                             | HBO, HBO 3 (Freeform)              | 2016- 2018 | Tess Shoemacher            | Erika Alexander                | Tess és Robin házasok, akik első babájukat várják. |
| Túloldal (Beyond)                             | HBO, HBO 3 (Freeform)              | 2016- 2018 | Robin                      | Aliyah O’Brien                 | Tess és Robin házasok, akik első babájukat várják. |
| Twisted Metal (Twisted Metal)                 | HBO Max (Peacock)                  | 2023       | Miranda Watts              | Jamie Neumann                  |                                                    |
| Twisted Metal (Twisted Metal)                 | HBO Max (Peacock)                  | 2023       | Amber Rose                 | Diany Rodriguez                |                                                    |
| Tyrant – A vér kötelez (Tyrant)               | PRO4 (FX)                          | 2014- 2016 | Sammy Al-Fayeed            | Noah Silver                    |                                                    |
| Tyrant – A vér kötelez (Tyrant)               | PRO4 (FX)                          | 2014- 2016 | Abdul                      | Mehdi Dehbi                    |                                                    |

### U, Ú
| Cím (Eredeti cím)                                    | Tévécsatorna (Gyártó csatorna) | Év         | Szereplő neve        | Színész         | Megjegyzés                                                                          |
| ---------------------------------------------------- | ------------------------------ | ---------- | -------------------- | --------------- | ----------------------------------------------------------------------------------- |
| Új lehetőségek (Neumatt)                             | Netflix (Netflix)              | 2021- 2023 | Michi Wyss           | Julian Koechlin |                                                                                     |
| Új lehetőségek (Neumatt)                             | Netflix (Netflix)              | 2021- 2023 | Joel Bachmann        | Benito Bause    |                                                                                     |
| Az Usher-ház bukása (The Fall of the House of Usher) | Netflix (Netflix)              | 2023       | Victorine LaFourcade | T'Nia Miller    | Victorine egy leszbikus tudós, aki egy sebésszel, Alessandrával jár.                |
| Az Usher-ház bukása (The Fall of the House of Usher) | Netflix (Netflix)              | 2023       | Alessandra Ruiz      | Paola Núñez     | Victorine egy leszbikus tudós, aki egy sebésszel, Alessandrával jár.                |
| Az Usher-ház bukása (The Fall of the House of Usher) | Netflix (Netflix)              | 2023       | Napoleon ’Leo’ Usher | Rahul Kohli     | Leo Usher együtt él barátjával, Juliusszal.                                         |
| Az Usher-ház bukása (The Fall of the House of Usher) | Netflix (Netflix)              | 2023       | Julius               | Daniel Chae Jun | Leo Usher együtt él barátjával, Juliusszal.                                         |
| Az Usher-ház bukása (The Fall of the House of Usher) | Netflix (Netflix)              | 2023       | Auguste Dupin        | Carl Lumbly     | A helyettes államügyész elárulja, hogy férje és gyerekei vannak.                    |
| Az Usher-ház bukása (The Fall of the House of Usher) | Netflix (Netflix)              | 2023       | Camille L’Espanaye   | Kate Siegel     | Camille biszexuális, akinek sikerül mindkét asszisztensével ágyba bújnia hármasban. |

### V
| Cím (Eredeti cím)                                   | Tévécsatorna (Gyártó csatorna) | Év         | Szereplő neve      | Színész               | Megjegyzés                                                                                |
| --------------------------------------------------- | ------------------------------ | ---------- | ------------------ | --------------------- | ----------------------------------------------------------------------------------------- |
| Vadmacskák (Hellcats)                               | RTL Klub (The CW)              | 2010- 2011 | Darwin             | Jeremy Wong           | Jóban, rosszban – 1. évad 10. epizódjában.                                                |
| Vadmacskák (Hellcats)                               | RTL Klub (The CW)              | 2010- 2011 | Damian             | Josh Emerson          | Jóban, rosszban – 1. évad 10. epizódjában.                                                |
| Vágom a pasid! (Cutting It)                         | M1 (BBC)                       | 2002-      | Shane Ince         | James Midgley         |                                                                                           |
| Vaják (The Witcher)                                 | Netflix (Netflix)              | 2019-      | Radovid herceg     | Hugh Skinner          | A 3. évadban romantikus kötödés alakul ki kettejük között.                                |
| Vaják (The Witcher)                                 | Netflix (Netflix)              | 2019-      | Kökörcsin          | Joey Batey            | A 3. évadban romantikus kötödés alakul ki kettejük között.                                |
| Vaják (The Witcher)                                 | Netflix (Netflix)              | 2019-      | Philippa Eilhart   | Cassie Clare          |                                                                                           |
| Vaják (The Witcher)                                 | Netflix (Netflix)              | 2019-      | Eva                | Cal Watson            |                                                                                           |
| Vaják – A vér eredete (The Witcher – Blood Origin)  | Netflix (Netflix)              | 2022       | Eredin             | Jacob Collins-Levy    |                                                                                           |
| Vaják – A vér eredete (The Witcher – Blood Origin)  | Netflix (Netflix)              | 2022       | Brían              | Nathaniel Curtis      |                                                                                           |
| Valakinek meg kell halnia (Alguien tiene que morir) | Netflix (Netflix)              | 2020       | Gabino Falcón      | Alejandro Speitzer    |                                                                                           |
| Valakinek meg kell halnia (Alguien tiene que morir) | Netflix (Netflix)              | 2020       | Alonso Aldama      | Carlos Cuevas         |                                                                                           |
| Valakinek meg kell halnia (Alguien tiene que morir) | Netflix (Netflix)              | 2020       | Carlos             | Eduardo Casanova      |                                                                                           |
| Valós halál (Altered Carbon)                        | Netflix (Netflix)              | 2018-      | Isaac Bancroft     | Antonio Marziale      | Isaac és Sergei barátok.                                                                  |
| Valós halál (Altered Carbon)                        | Netflix (Netflix)              | 2018-      | Sergei Brevlov     | Chris McNally         | Isaac és Sergei barátok.                                                                  |
| Valós halál (Altered Carbon)                        | Netflix (Netflix)              | 2018-      | Trepp Imani        | Simone Missick        | Trepp és Myka házaspár                                                                    |
| Valós halál (Altered Carbon)                        | Netflix (Netflix)              | 2018-      | Myka               | Sharon Taylor         | Trepp és Myka házaspár                                                                    |
| Végjáték (Endgame)                                  | M1 (Showcase)                  | 2011       | Jake Vascer        | Scott E. Miller       | Megnyitás – 1. évad 1. epizód                                                             |
| Végjáték (Endgame)                                  | M1 (Showcase)                  | 2011       | Gareth Hart        | Christopher Shyer     | Megnyitás – 1. évad 1. epizód                                                             |
| Végjáték (Endgame)                                  | M1 (Showcase)                  | 2011       | Naveed             | Keram Malicki-Sánchez | Megnyitás – 1. évad 1. epizód                                                             |
| Végjáték (Endgame)                                  | M1 (Showcase)                  | 2011       | Frank Devine       | Dino Antoniou         | Megnyitás – 1. évad 1. epizód                                                             |
| Vér és víz (Blood & Water)                          | Netflix (Netflix)              | 2020-      | Chris Ackerman     | Arno Greeff           | Magát pánszexuálisnak definiálja, aki egyszerre tart fent kapcsolatot Markkal és Zamával. |
| Vér és víz (Blood & Water)                          | Netflix (Netflix)              | 2020-      | Mark Tedder        | Duane Williams        |                                                                                           |
| Vér és víz (Blood & Water)                          | Netflix (Netflix)              | 2020-      | Lunga              | Mpho Sibeko           |                                                                                           |
| Vera – A megszállott nyomozó (Vera)                 | TV4, Galaxy4 (ITV)             | 2011-      | Ben Marsh          | Danny Horn            | Keserű víz (Zavaros vizek) – 5. évad 3. epizód.                                           |
| Vera – A megszállott nyomozó (Vera)                 | TV4, Galaxy4 (ITV)             | 2011-      | Jack Reeves        | Lewis Cuthbert        | Keserű víz (Zavaros vizek) – 5. évad 3. epizód.                                           |
| Veronica Mars (Veronica Mars)                       | Viasat 3 (UPN)                 | 2004- 2019 | Adrianna           | Michelle Fabiano      | Justin Smith apja, aki nővé operáltatta magát.                                            |
| Veronica Mars (Veronica Mars)                       | Viasat 3 (UPN)                 | 2004- 2019 | Seth Rafter        | Robert Clark          | Őrület – 1. évad 20. epizódjában.                                                         |
| Veronica Mars (Veronica Mars)                       | Viasat 3 (UPN)                 | 2004- 2019 | Ryan               | Bradford Anderson     | 2. évad 8 és 14. epizódjában.                                                             |
| Veronica Mars (Veronica Mars)                       | Viasat 3 (UPN)                 | 2004- 2019 | Kelly Kuzzio       | Lucas Grabeel         | Hideg vagy meleg – 2. évad 14. epizód.                                                    |
| Veronica Mars (Veronica Mars)                       | Viasat 3 (UPN)                 | 2004- 2019 | Marlena Nichols    | Miriam Korn           | Hideg vagy meleg – 2. évad 14. epizód.                                                    |
| Veronica Mars (Veronica Mars)                       | Viasat 3 (UPN)                 | 2004- 2019 | Kylie Marker       | Kristin Cavallari     | Hideg vagy meleg – 2. évad 14. epizód.                                                    |
| Veronica Mars (Veronica Mars)                       | Viasat 3 (UPN)                 | 2004- 2019 | Peter Ferrer       | Luke Fryden           | 2. évad 18 és 22. epizódjában.                                                            |
| Veronica Mars (Veronica Mars)                       | Viasat 3 (UPN)                 | 2004- 2019 | Woody Goodman      | Steve Guttenberg      |                                                                                           |
| Vészhelyzet (ER)                                    | RTL Klub (NBC)                 | 1994- 2009 | Kerry Weaver       | Laura Innes           |                                                                                           |
| Vészhelyzet (ER)                                    | RTL Klub (NBC)                 | 1994- 2009 | Ray                | Jonah Rooney          | Nem könnyű Greene-nek lenni – 2. évad 13. epizód.                                         |
| Vészhelyzet (ER)                                    | RTL Klub (NBC)                 | 1994- 2009 | Sandy Lopez        | Lisa Vidal            |                                                                                           |
| Vészhelyzet (ER)                                    | RTL Klub (NBC)                 | 1994- 2009 | Yosh Takata        | Gedde Watanabe        |                                                                                           |
| Vészhelyzet (ER)                                    | RTL Klub (NBC)                 | 1994- 2009 | Maggie Doyle       | Jorja Fox             |                                                                                           |
| Vészhelyzet (ER)                                    | RTL Klub (NBC)                 | 1994- 2009 | Kim Legaspi        | Elizabeth Mitchell    |                                                                                           |
| Vészhelyzet (ER)                                    | RTL Klub (NBC)                 | 1994- 2009 | Chaz Pratt         | Sam Jones III         | Chaz dr. Gregory Pratt féltestvére                                                        |
| Vészhelyzet (ER)                                    | RTL Klub (NBC)                 | 1994- 2009 | Javier             | Jesse Borrego         | Három alkalommal.                                                                         |
| Vészhelyzet – Los Angeles (Code Black)              | AXN (CBS)                      | 2015-      | Malaya Pineda      | Melanie Chandra       |                                                                                           |
| Vészhelyzet – Los Angeles (Code Black)              | AXN (CBS)                      | 2015-      | Carla Niven        | Shiri Appleby         |                                                                                           |
| Vészhelyzet – Los Angeles (Code Black)              | AXN (CBS)                      | 2015-      | Jamal              | J. Mallory McCree     | 1. évad 6. epizód.                                                                        |
| Vészhelyzet – Los Angeles (Code Black)              | AXN (CBS)                      | 2015-      | Victor Jasso       |                       | 1. évad 6. epizód.                                                                        |
| Vészhelyzet – Los Angeles (Code Black)              | AXN (CBS)                      | 2015-      | Ted                | Stephen Spinella      | 1. évad 8. epizód.                                                                        |
| Vészhelyzet Pittsburghben (The Pitt)                | HBO Max (Max)                  | 2025-      | Ondine             | Mariel Suarez         |                                                                                           |
| Vészhelyzet Pittsburghben (The Pitt)                | HBO Max (Max)                  | 2025-      | Joyce St. Claire   | Ashley Romans         |                                                                                           |
| Vészhelyzet Pittsburghben (The Pitt)                | HBO Max (Max)                  | 2025-      | Tasha Cordera      | Eva Everett Irving    | 1. évad 4. epizód.                                                                        |
| Világok harca (War of the Worlds)                   | Disney+ (Canal+, Fox, Star)    | 2019-      | Dan                | Michael Marcus        |                                                                                           |
| Vízizsaruk (Water Rats)                             | AXN (Nine Network)             | 1996- 2001 | Jens               | Rupert Reid           | Vadászidény – 2. évad 18. epizód.                                                         |
| Vízizsaruk (Water Rats)                             | AXN (Nine Network)             | 1996- 2001 | Brad Parsons       | Justin Cohen          | Vadászidény – 2. évad 18. epizód.                                                         |
| Volt egyszer két Németország (Deutschland 83)       | RTL Klub (RTL, SundanceTV)     | 2015-      | Alex Edel          | Ludwig Trepte         |                                                                                           |
| Volt egyszer két Németország (Deutschland 83)       | RTL Klub (RTL, SundanceTV)     | 2015-      | Tobias Tischbier   | Alexander Beyer       |                                                                                           |
| Volt egyszer két Németország (Deutschland 83)       | RTL Klub (RTL, SundanceTV)     | 2015-      | Felix von Schwerin | Florian Bartholomäi   |                                                                                           |
| V-Wars – Vérháború (V-Wars)                         | Netflix (Netflix)              | 2019       | Mila Dubov         | Laura Vandervoort     |                                                                                           |
| V-Wars – Vérháború (V-Wars)                         | Netflix (Netflix)              | 2019       | Elysse Chambers    | Bo Martynowska        |                                                                                           |

### W
| Cím (Eredeti cím)            | Tévécsatorna (Gyártó csatorna) | Év         | Szereplő neve                           | Színész                                  | Megjegyzés                                                           |
| ---------------------------- | ------------------------------ | ---------- | --------------------------------------- | ---------------------------------------- | -------------------------------------------------------------------- |
| Will és Grace (Will & Grace) | Viasat 3 (NBC)                 | 1998- 2006 | Will Truman Jack McFarland Karen Walker | Eric McCormack Sean Hayes Megan Mullally | Will és Jack melegek. Karen biszexualitására számos utalás történik. |

### X
| Cím (Eredeti cím)                                | Tévécsatorna (Gyártó csatorna) | Év         | Szereplő neve  | Színész                     | Megjegyzés                                                                         |
| ------------------------------------------------ | ------------------------------ | ---------- | -------------- | --------------------------- | ---------------------------------------------------------------------------------- |
| X generáció (Generation)                         | HBO Max (HBO Max)              | 2021-      | Chester        | Justice Smith               |                                                                                    |
| X generáció (Generation)                         | HBO Max (HBO Max)              | 2021-      | Nathan         | Uly Schlesinger             |                                                                                    |
| X generáció (Generation)                         | HBO Max (HBO Max)              | 2021-      | Bo             | Marwan Salama               |                                                                                    |
| X generáció (Generation)                         | HBO Max (HBO Max)              | 2021-      | Riley          | Chase Sui Wonders           |                                                                                    |
| X generáció (Generation)                         | HBO Max (HBO Max)              | 2021-      | Greta          | Haley Sanchez               |                                                                                    |
| X generáció (Generation)                         | HBO Max (HBO Max)              | 2021-      | Sam            | Nathan Stewart-Jarrett      | Iskolai tanácsadó, akibe Chester belezúg.                                          |
| X generáció (Generation)                         | HBO Max (HBO Max)              | 2021-      | Lucia          | Marisela Zumbado            |                                                                                    |
| X generáció (Generation)                         | HBO Max (HBO Max)              | 2021-      | Jack           | Connor Chavez               |                                                                                    |
| X generáció (Generation)                         | HBO Max (HBO Max)              | 2021-      | Patrick        | John Ross Bowie             | Arianna meleg apái.                                                                |
| X generáció (Generation)                         | HBO Max (HBO Max)              | 2021-      | Joe            | J. August Richards          | Arianna meleg apái.                                                                |
| X generáció (Generation)                         | HBO Max (HBO Max)              | 2021-      | Evan           | Isaiah Stannard             | Cooper transznemű öccse.                                                           |
| X-akták (The X Files)                            | Cool TV (FOX)                  | 1993-      | Gupta          | Vik Sahay                   | Mutáció – 10. évad 2. epizód.                                                      |
| X-akták (The X Files)                            | Cool TV (FOX)                  | 1993-      | Dr. Sanjay     | Christopher Logan           | Mutáció – 10. évad 2. epizód.                                                      |
| Xena: A harcos hercegnő (Xena: Warrior Princess) | TV2, Viasat 3 (USA Network)    | 1995- 2001 | Xena Gabrielle | Lucy Lawless Renée O'Connor | Xena és Gabrielle örökké tartó baráti kapcsolata több, mint egy egyszerű barátság. |

### Z
| Cím (Eredeti cím)            | Tévécsatorna (Gyártó csatorna) | Év   | Szereplő neve | Színész            | Megjegyzés |
| ---------------------------- | ------------------------------ | ---- | ------------- | ------------------ | ---------- |
| Zűrös szerelmek (Love Bites) | Viasat 3 (NBC)                 | 2011 | Kyle          | Stephen Rannazzisi |            |
| Zűrös szerelmek (Love Bites) | Viasat 3 (NBC)                 | 2011 | Drew          | Keegan-Michael Key |            |

### Zs
| Cím (Eredeti cím)      | Tévécsatorna (Gyártó csatorna) | Év    | Szereplő neve     | Színész       | Megjegyzés                                |
| ---------------------- | ------------------------------ | ----- | ----------------- | ------------- | ----------------------------------------- |
| Zsaruvér (Blue Bloods) | Universal Channel (CBS)        | 2010- | Dennis / Tallulah | Jerick Hoffer | Manhattan királynői – 4. évad 14. epizód. |

## Egyéb fontosabb tévéműsorok
| Cím                | Tévécsatorna (Gyártó csatorna) | Év         | Szereplő neve                                                         | Színész                                                      | Megjegyzés |
| ------------------ | ------------------------------ | ---------- | --------------------------------------------------------------------- | ------------------------------------------------------------ | --- |
| The Bill           | ITV                            | 1984- 2010 | Luke Ashton rendőr                                                    | Scott Neal                                                   | |
| The Bill           | ITV                            | 1984- 2010 | Craig Gilmore őrmester                                                | Hywel Simons                                                 | |
| Coronation Street  | ITV                            | 1960-      | Todd Grimshaw (2001-2004) Sean Tully (2004-present)                   | Bruno Langley Antony Cotton                                  | Meghatározó brit tévésorozat, kb. a magyar „A Szabó család”-nak felel meg. Az első meleg szereplő több mint 40 év után jelent meg, 2001-ben. |
| Dynasty            | ABC                            | 1981- 1989 | Steven Carrington (1981-1982) Steven Carrington (1982-1989)           | Al Corley Jack Coleman                                       | Az első főműsoridőben sugárzott tv-sorozat, amelyben az egyik főbb szereplő homoszexuális volt |
| Fingersmith        | BBC                            | 2005       | Sue Trinder Maud Lilly                                                | Sally Hawkins Elaine Cassidy                                 | Magyarországon bemutatták a XI. LMBT Fesztiválon |
| Queer as Folk (UK) | Channel 4                      | 1999- 2000 | Stuart Alan Jones                                                     | Aidan Gillen                                                 | A nagy sikerű amerikai sorozat brit eredetije. |
| Queer as Folk (UK) | Channel 4                      | 1999- 2000 | Vince Tyler                                                           | Craig Kelly                                                  | A nagy sikerű amerikai sorozat brit eredetije. |
| Queer as Folk (UK) | Channel 4                      | 1999- 2000 | Nathan Maloney                                                        | Charlie Hunnam                                               | A nagy sikerű amerikai sorozat brit eredetije. |
| Queer as Folk (UK) | Channel 4                      | 1999- 2000 | Lisa Levene                                                           | Saira Todd                                                   | A nagy sikerű amerikai sorozat brit eredetije. |
| Roseanne           | ABC                            | 1988- 1997 | Bev Harris Leon Carp Scott Nancy Bartlett                             | Estelle Parsons Martin Mull Fred Willard Sandra Bernhard     | |
| Skam               | NRK3                           | 2015- 2017 | Isak Valtersen                                                        | Tarjei Sandvik Moe                                           | A sorozat 3. évadában a szexualitás és a homoszexualitás kérdésköre kerül középpontba Isak és Even kapcsolatán keresztül. |
| Skam               | NRK3                           | 2015- 2017 | Even Bech Næsheim                                                     | Henrik Holm                                                  | A sorozat 3. évadában a szexualitás és a homoszexualitás kérdésköre kerül középpontba Isak és Even kapcsolatán keresztül. |
| Tales of the City  | PBS, Channel 4                 | 1993       | Anna Madrigal Michael Tolliver Jon Fielding D'orothea (Dorothy Wilson | Olympia Dukakis Marcus D'Amico Billy Campbell Cynda Williams | Ebben a sorozatban fordult elő először Amerikában, hogy meleg szereplők csókolóztak egy főműsoridőben sugárzott tv-sorozatban. A sorozat hatására kongresszusi vizsgálat indult a PBS ellen a műsorban ábrázolt homoszexualitás, meztelenség és kábítószer-használat miatt. |
| Tipping the Velvet | BBC                            | 2002       | Nan Astley Kitty Butler                                               | Rachael Stirling Keeley Hawes                                | Bársony nyalóka címen Magyarországon bemutatták a IX. LMBT Fesztiválon |